# NHL (2019/2020)
Sezon NHL 2019/2020 – 102 sezon gry National Hockey League, a 103 jej działalności. Pierwsze mecze sezonu zasadniczego odbyły się 2 października 2019, a sezon zasadniczy miał zakończyć się 4 kwietnia 2020. 12 marca 2020 ze względu na epidemię koronawirusa sezon został zawieszony, a następnie przerwany i zakończony. Do playoff zakwalifikowano po 12 drużyn z każdej konferencji. Puchar Stanleya zdobyła drużyna Tampa Bay Lightning.

## Wydarzenia przedsezonowe

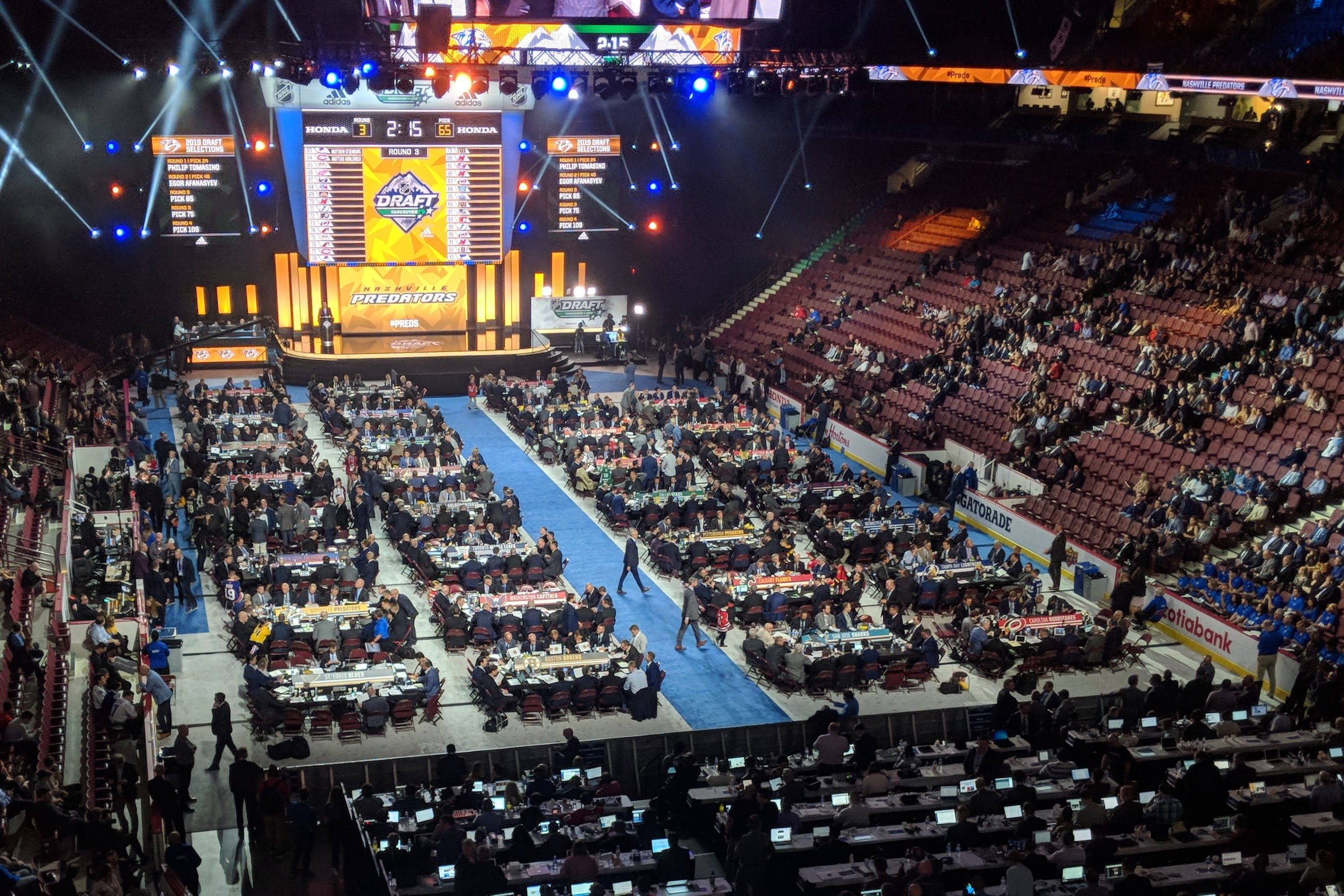
Rogers Arena podczas NHL Entry Draft 2019

### NHL Entry Draft 2019
W dniach 21–22 czerwca 2019 w hali Rogers Arena w Vancouver (Kanada) odbył się 57 draft w historii. 9 kwietnia 2019 w losowaniu poprzedzającym draft wybrane zostały drużyny mające pierwszeństwo naboru. Pierwszeństwo wylosowała drużyna New Jersey Devils przed New York Rangers i Chicago Blackhawks. Z pierwszym numerem wybrany został Amerykanin Jack Hughes, a następnie Fin Kaapo Kakko i Kanadyjczyk Kirby Dach.

### Salary cap
22 czerwca 2019 liga i Stowarzyszenie graczy NHL poinformowały, że pułap wynagrodzeń na sezon 2019/2020 wyniesie 81,5 mln dolarów. Stanowi to wzrost o 2,0 mln w stosunku do poprzedniego sezonu.

### Mecze przedsezonowe
Tradycyjnie we wrześniu i październiku 31 zespołów NHL rozgrywało spotkania kontrolne. Dla propagowania Ligi NHL na świecie dwa spotkania rozegrane zostały w Europie. 29 września Chicago Blackhawks w Berlinie zmierzyło się z Eisbaren Berlin, a 30 września Philadelphia Flyers w Lozannie rozegrała mecz z Lausanne HC.

## Sezon regularny

### NHL Global Series
Kolejny rok NHL kontynuowała rozgrywanie meczów sezonu zasadniczego poza Ameryką Północną. 4 października w Pradze odbyło się spotkanie Chicago Blackhawks z Philadelphia Flyers. Zwyciężyła drużyna z Fladelfii 4 : 3. 8 i 9 listopada w Sztokholmie doszło do meczów Buffalo Sabres z Tampa Bay Lightning. Dwukrotnie zwyciężyła drużyna z Tampy 3 : 2 i 5 : 3.

### NHL Winter Classic
1 stycznia 2020 odbyło się tradycyjne spotkanie w ramach NHL Winter Classic. Na otwartym stadionie Cotton Bowl Stadium w Dallas zmierzyły się drużyny Dallas Stars i Nashville Predators. Zwyciężyła drużyna z Dallas 4 : 2.

### NHL All-Star Game
65 Mecz Gwiazd ligi NHL odbył się 25 stycznia 2020 w hali Enterprise Center w St. Louis. Gospodarzem była miejscowa drużyna St. Louis Blues. Tak jak w latach 2016–2019 wystąpiły cztery drużyny reprezentujące poszczególne dywizje. Zwyciężyła drużyna reprezentująca Dywizję Pacyficzną, która w finale pokonało drużynę Dywizji Atlantyckiej 5 : 4. MVP wybrany został David Pastrňák (Boston Bruins) reprezentujący Dywizję Atlantycką.

### Tabele końcowe i „przejściowe” sezonu regularnego
Ze względu na pandemię koronawirusa sezon przerwano, a następnie zakończono. W tabelach przedstawiono wyniki końcowe (na dzień 12.03.2020) oraz przejściowe w poszczególnych dywizjach po 62 (3/4 sezonu), 41. (1/2 sezonu) i 21. meczu (1/4 sezonu) niezależnie od terminu jego rozegrania.
Ze względu na to, że drużyny miały różną liczbę rozegranych spotkań pozycję każdego zespołu w dywizjach i konferencjach określa się w następującej kolejności:
1. Większa procentowa liczba zdobytych punktów w rozegranych meczach, w tabelach podane w kolumnie P%
2. Większa liczba zwycięstw w czasie regularnym (nie po dogrywce lub rzutach karnych), w tabelach podane w kolumnie ZR;
3. Większa liczba zwycięstw w czasie regularnym lub po dogrywce (nie po rzutach karnych), w tabelach podane w kolumnie ZRD;
4. Większa liczba zwycięstw (również po dogrywce i rzutach karnych)
5. Punkty we wzajemnych meczach;
6. Różnica bramek we wszystkich meczach.

| Po 3/4 sezonu | Po 3/4 sezonu         | Po 3/4 sezonu | Po 3/4 sezonu | Po 3/4 sezonu | Po 3/4 sezonu | Po 3/4 sezonu | Po 3/4 sezonu | Po 3/4 sezonu | Po 3/4 sezonu | Po 3/4 sezonu |
| Lp.           | Drużyna               | M             | Z             | P             | PK            | ZB            | SB            | Pkt           | ZR            | ZRD           |
| ------------- | --------------------- | ------------- | ------------- | ------------- | ------------- | ------------- | ------------- | ------------- | ------------- | ------------- |
| 1.            | Washington Capitals   | 62            | 38            | 18            | 6             | 218           | 190           | 82            | 29            | 35            |
| 2.            | Pittsburgh Penguins   | 62            | 37            | 19            | 6             | 202           | 170           | 80            | 26            | 34            |
| 3.            | Philadelphia Flyers   | 62            | 35            | 20            | 7             | 206           | 183           | 77            | 25            | 30            |
| 4.            | New York Islanders    | 62            | 35            | 20            | 7             | 179           | 168           | 77            | 24            | 32            |
| 5.            | Carolina Hurricanes   | 62            | 35            | 23            | 4             | 202           | 176           | 74            | 25            | 30            |
| 6.            | Columbus Blue Jackets | 62            | 30            | 19            | 13            | 159           | 159           | 73            | 23            | 30            |
| 7.            | New York Rangers      | 62            | 34            | 24            | 4             | 207           | 191           | 72            | 29            | 33            |
| 8.            | New Jersey Devils     | 62            | 25            | 27            | 10            | 171           | 211           | 60            | 19            | 21            |

| Po 1/2 sezonu | Po 1/2 sezonu         | Po 1/2 sezonu | Po 1/2 sezonu | Po 1/2 sezonu | Po 1/2 sezonu | Po 1/2 sezonu | Po 1/2 sezonu | Po 1/2 sezonu | Po 1/2 sezonu | Po 1/2 sezonu |
| Lp.           | Drużyna               | M             | Z             | P             | PK            | ZB            | SB            | Pkt           | ZR            | ZRD           |
| ------------- | --------------------- | ------------- | ------------- | ------------- | ------------- | ------------- | ------------- | ------------- | ------------- | ------------- |
| 1.            | Washington Capitals   | 41            | 27            | 9             | 5             | 146           | 122           | 59            | 19            | 24            |
| 2.            | Pittsburgh Penguins   | 41            | 25            | 11            | 5             | 141           | 109           | 55            | 18            | 23            |
| 3.            | New York Islanders    | 41            | 26            | 12            | 3             | 116           | 105           | 55            | 17            | 23            |
| 4.            | Carolina Hurricanes   | 41            | 24            | 15            | 2             | 139           | 116           | 50            | 18            | 22            |
| 5.            | Philadelphia Flyers   | 41            | 22            | 14            | 5             | 131           | 123           | 49            | 15            | 18            |
| 6.            | Columbus Blue Jackets | 41            | 19            | 14            | 8             | 107           | 113           | 46            | 13            | 19            |
| 7.            | New York Rangers      | 41            | 19            | 18            | 4             | 133           | 138           | 42            | 16            | 19            |
| 8.            | New Jersey Devils     | 41            | 15            | 20            | 6             | 106           | 144           | 36            | 11            | 13            |

| Po 1/4 sezonu | Po 1/4 sezonu         | Po 1/4 sezonu | Po 1/4 sezonu | Po 1/4 sezonu | Po 1/4 sezonu | Po 1/4 sezonu | Po 1/4 sezonu | Po 1/4 sezonu | Po 1/4 sezonu | Po 1/4 sezonu |
| Lp.           | Drużyna               | M             | Z             | P             | PK            | ZB            | SB            | Pkt           | ZR            | ZRD           |
| ------------- | --------------------- | ------------- | ------------- | ------------- | ------------- | ------------- | ------------- | ------------- | ------------- | ------------- |
| 1.            | New York Islanders    | 21            | 16            | 3             | 2             | 68            | 51            | 34            | 10            | 14            |
| 2.            | Washington Capitals   | 21            | 14            | 3             | 4             | 81            | 65            | 32            | 9             | 12            |
| 3.            | Carolina Hurricanes   | 21            | 13            | 7             | 1             | 74            | 61            | 27            | 8             | 12            |
| 4.            | Pittsburgh Penguins   | 21            | 11            | 7             | 3             | 71            | 55            | 25            | 8             | 10            |
| 5.            | Philadelphia Flyers   | 21            | 10            | 7             | 4             | 63            | 65            | 24            | 6             | 7             |
| 6.            | New York Rangers      | 21            | 10            | 9             | 2             | 71            | 76            | 22            | 9             | 10            |
| 7.            | Columbus Blue Jackets | 21            | 9             | 8             | 4             | 55            | 69            | 22            | 5             | 9             |
| 8.            | New Jersey Devils     | 21            | 7             | 10            | 4             | 52            | 78            | 18            | 5             | 6             |

| Po 3/4 sezonu | Po 3/4 sezonu         | Po 3/4 sezonu | Po 3/4 sezonu | Po 3/4 sezonu | Po 3/4 sezonu | Po 3/4 sezonu | Po 3/4 sezonu | Po 3/4 sezonu | Po 3/4 sezonu | Po 3/4 sezonu |
| Lp.           | Drużyna               | M             | Z             | P             | PK            | ZB            | SB            | Pkt           | ZR            | ZRD           |
| ------------- | --------------------- | ------------- | ------------- | ------------- | ------------- | ------------- | ------------- | ------------- | ------------- | ------------- |
| 1.            | Washington Capitals   | 62            | 38            | 18            | 6             | 218           | 190           | 82            | 29            | 35            |
| 2.            | Pittsburgh Penguins   | 62            | 37            | 19            | 6             | 202           | 170           | 80            | 26            | 34            |
| 3.            | Philadelphia Flyers   | 62            | 35            | 20            | 7             | 206           | 183           | 77            | 25            | 30            |
| 4.            | New York Islanders    | 62            | 35            | 20            | 7             | 179           | 168           | 77            | 24            | 32            |
| 5.            | Carolina Hurricanes   | 62            | 35            | 23            | 4             | 202           | 176           | 74            | 25            | 30            |
| 6.            | Columbus Blue Jackets | 62            | 30            | 19            | 13            | 159           | 159           | 73            | 23            | 30            |
| 7.            | New York Rangers      | 62            | 34            | 24            | 4             | 207           | 191           | 72            | 29            | 33            |
| 8.            | New Jersey Devils     | 62            | 25            | 27            | 10            | 171           | 211           | 60            | 19            | 21            |

| Po 1/2 sezonu | Po 1/2 sezonu         | Po 1/2 sezonu | Po 1/2 sezonu | Po 1/2 sezonu | Po 1/2 sezonu | Po 1/2 sezonu | Po 1/2 sezonu | Po 1/2 sezonu | Po 1/2 sezonu | Po 1/2 sezonu |
| Lp.           | Drużyna               | M             | Z             | P             | PK            | ZB            | SB            | Pkt           | ZR            | ZRD           |
| ------------- | --------------------- | ------------- | ------------- | ------------- | ------------- | ------------- | ------------- | ------------- | ------------- | ------------- |
| 1.            | Washington Capitals   | 41            | 27            | 9             | 5             | 146           | 122           | 59            | 19            | 24            |
| 2.            | Pittsburgh Penguins   | 41            | 25            | 11            | 5             | 141           | 109           | 55            | 18            | 23            |
| 3.            | New York Islanders    | 41            | 26            | 12            | 3             | 116           | 105           | 55            | 17            | 23            |
| 4.            | Carolina Hurricanes   | 41            | 24            | 15            | 2             | 139           | 116           | 50            | 18            | 22            |
| 5.            | Philadelphia Flyers   | 41            | 22            | 14            | 5             | 131           | 123           | 49            | 15            | 18            |
| 6.            | Columbus Blue Jackets | 41            | 19            | 14            | 8             | 107           | 113           | 46            | 13            | 19            |
| 7.            | New York Rangers      | 41            | 19            | 18            | 4             | 133           | 138           | 42            | 16            | 19            |
| 8.            | New Jersey Devils     | 41            | 15            | 20            | 6             | 106           | 144           | 36            | 11            | 13            |

| Po 1/4 sezonu | Po 1/4 sezonu         | Po 1/4 sezonu | Po 1/4 sezonu | Po 1/4 sezonu | Po 1/4 sezonu | Po 1/4 sezonu | Po 1/4 sezonu | Po 1/4 sezonu | Po 1/4 sezonu | Po 1/4 sezonu |
| Lp.           | Drużyna               | M             | Z             | P             | PK            | ZB            | SB            | Pkt           | ZR            | ZRD           |
| ------------- | --------------------- | ------------- | ------------- | ------------- | ------------- | ------------- | ------------- | ------------- | ------------- | ------------- |
| 1.            | New York Islanders    | 21            | 16            | 3             | 2             | 68            | 51            | 34            | 10            | 14            |
| 2.            | Washington Capitals   | 21            | 14            | 3             | 4             | 81            | 65            | 32            | 9             | 12            |
| 3.            | Carolina Hurricanes   | 21            | 13            | 7             | 1             | 74            | 61            | 27            | 8             | 12            |
| 4.            | Pittsburgh Penguins   | 21            | 11            | 7             | 3             | 71            | 55            | 25            | 8             | 10            |
| 5.            | Philadelphia Flyers   | 21            | 10            | 7             | 4             | 63            | 65            | 24            | 6             | 7             |
| 6.            | New York Rangers      | 21            | 10            | 9             | 2             | 71            | 76            | 22            | 9             | 10            |
| 7.            | Columbus Blue Jackets | 21            | 9             | 8             | 4             | 55            | 69            | 22            | 5             | 9             |
| 8.            | New Jersey Devils     | 21            | 7             | 10            | 4             | 52            | 78            | 18            | 5             | 6             |

| Po 3/4 sezonu | Po 3/4 sezonu       | Po 3/4 sezonu | Po 3/4 sezonu | Po 3/4 sezonu | Po 3/4 sezonu | Po 3/4 sezonu | Po 3/4 sezonu | Po 3/4 sezonu | Po 3/4 sezonu | Po 3/4 sezonu |
| Lp.           | Drużyna             | M             | Z             | P             | PK            | ZB            | SB            | Pkt           | ZR            | ZRD           |
| ------------- | ------------------- | ------------- | ------------- | ------------- | ------------- | ------------- | ------------- | ------------- | ------------- | ------------- |
| 1.            | Boston Bruins       | 62            | 39            | 11            | 12            | 205           | 150           | 90            | 34            | 39            |
| 2.            | Tampa Bay Lightning | 62            | 40            | 17            | 5             | 221           | 171           | 85            | 32            | 38            |
| 3.            | Toronto Maple Leafs | 62            | 32            | 22            | 8             | 217           | 204           | 72            | 24            | 31            |
| 4.            | Florida Panthers    | 62            | 32            | 24            | 6             | 217           | 212           | 70            | 27            | 29            |
| 5.            | Buffalo Sabres      | 62            | 29            | 25            | 8             | 182           | 193           | 66            | 22            | 28            |
| 6.            | Montreal Canadiens  | 62            | 27            | 27            | 8             | 187           | 192           | 62            | 17            | 23            |
| 7.            | Ottawa Senators     | 62            | 21            | 30            | 11            | 164           | 212           | 53            | 16            | 21            |
| 8.            | Detroit Red Wings   | 62            | 15            | 43            | 4             | 127           | 232           | 34            | 12            | 13            |

| Po 1/2 sezonu | Po 1/2 sezonu       | Po 1/2 sezonu | Po 1/2 sezonu | Po 1/2 sezonu | Po 1/2 sezonu | Po 1/2 sezonu | Po 1/2 sezonu | Po 1/2 sezonu | Po 1/2 sezonu | Po 1/2 sezonu |
| Lp.           | Drużyna             | M             | Z             | P             | PK            | ZB            | SB            | Pkt           | ZR            | ZRD           |
| ------------- | ------------------- | ------------- | ------------- | ------------- | ------------- | ------------- | ------------- | ------------- | ------------- | ------------- |
| 1.            | Boston Bruins       | 41            | 24            | 7             | 10            | 138           | 105           | 58            | 22            | 24            |
| 2.            | Tampa Bay Lightning | 41            | 24            | 13            | 4             | 147           | 125           | 52            | 20            | 23            |
| 3.            | Toronto Maple Leafs | 41            | 22            | 14            | 5             | 146           | 132           | 49            | 17            | 21            |
| 4.            | Florida Panthers    | 41            | 21            | 15            | 5             | 147           | 140           | 47            | 16            | 18            |
| 5.            | Montreal Canadiens  | 41            | 18            | 17            | 6             | 132           | 133           | 42            | 13            | 16            |
| 6.            | Buffalo Sabres      | 41            | 17            | 17            | 7             | 121           | 131           | 41            | 13            | 16            |
| 7.            | Ottawa Senators     | 41            | 16            | 20            | 5             | 114           | 138           | 37            | 12            | 16            |
| 8.            | Detroit Red Wings   | 41            | 10            | 28            | 3             | 89            | 157           | 23            | 9             | 10            |

| Po 1/4 sezonu | Po 1/4 sezonu       | Po 1/4 sezonu | Po 1/4 sezonu | Po 1/4 sezonu | Po 1/4 sezonu | Po 1/4 sezonu | Po 1/4 sezonu | Po 1/4 sezonu | Po 1/4 sezonu | Po 1/4 sezonu |
| Lp.           | Drużyna             | M             | Z             | P             | PK            | ZB            | SB            | Pkt           | ZR            | ZRD           |
| ------------- | ------------------- | ------------- | ------------- | ------------- | ------------- | ------------- | ------------- | ------------- | ------------- | ------------- |
| 1.            | Boston Bruins       | 21            | 13            | 3             | 5             | 75            | 54            | 31            | 13            | 13            |
| 2.            | Florida Panthers    | 21            | 11            | 5             | 5             | 79            | 76            | 27            | 7             | 8             |
| 3.            | Tampa Bay Lightning | 21            | 12            | 7             | 2             | 80            | 68            | 26            | 10            | 11            |
| 4.            | Montreal Canadiens  | 21            | 11            | 6             | 4             | 74            | 67            | 26            | 8             | 9             |
| 5.            | Buffalo Sabres      | 21            | 10            | 8             | 3             | 60            | 63            | 23            | 7             | 9             |
| 6.            | Toronto Maple Leafs | 21            | 9             | 8             | 4             | 70            | 71            | 22            | 6             | 8             |
| 7.            | Ottawa Senators     | 21            | 9             | 11            | 1             | 59            | 69            | 19            | 8             | 9             |
| 8.            | Detroit Red Wings   | 21            | 7             | 12            | 2             | 48            | 78            | 16            | 6             | 7             |

| Po 3/4 sezonu | Po 3/4 sezonu       | Po 3/4 sezonu | Po 3/4 sezonu | Po 3/4 sezonu | Po 3/4 sezonu | Po 3/4 sezonu | Po 3/4 sezonu | Po 3/4 sezonu | Po 3/4 sezonu | Po 3/4 sezonu |
| Lp.           | Drużyna             | M             | Z             | P             | PK            | ZB            | SB            | Pkt           | ZR            | ZRD           |
| ------------- | ------------------- | ------------- | ------------- | ------------- | ------------- | ------------- | ------------- | ------------- | ------------- | ------------- |
| 1.            | Boston Bruins       | 62            | 39            | 11            | 12            | 205           | 150           | 90            | 34            | 39            |
| 2.            | Tampa Bay Lightning | 62            | 40            | 17            | 5             | 221           | 171           | 85            | 32            | 38            |
| 3.            | Toronto Maple Leafs | 62            | 32            | 22            | 8             | 217           | 204           | 72            | 24            | 31            |
| 4.            | Florida Panthers    | 62            | 32            | 24            | 6             | 217           | 212           | 70            | 27            | 29            |
| 5.            | Buffalo Sabres      | 62            | 29            | 25            | 8             | 182           | 193           | 66            | 22            | 28            |
| 6.            | Montreal Canadiens  | 62            | 27            | 27            | 8             | 187           | 192           | 62            | 17            | 23            |
| 7.            | Ottawa Senators     | 62            | 21            | 30            | 11            | 164           | 212           | 53            | 16            | 21            |
| 8.            | Detroit Red Wings   | 62            | 15            | 43            | 4             | 127           | 232           | 34            | 12            | 13            |

| Po 1/2 sezonu | Po 1/2 sezonu       | Po 1/2 sezonu | Po 1/2 sezonu | Po 1/2 sezonu | Po 1/2 sezonu | Po 1/2 sezonu | Po 1/2 sezonu | Po 1/2 sezonu | Po 1/2 sezonu | Po 1/2 sezonu |
| Lp.           | Drużyna             | M             | Z             | P             | PK            | ZB            | SB            | Pkt           | ZR            | ZRD           |
| ------------- | ------------------- | ------------- | ------------- | ------------- | ------------- | ------------- | ------------- | ------------- | ------------- | ------------- |
| 1.            | Boston Bruins       | 41            | 24            | 7             | 10            | 138           | 105           | 58            | 22            | 24            |
| 2.            | Tampa Bay Lightning | 41            | 24            | 13            | 4             | 147           | 125           | 52            | 20            | 23            |
| 3.            | Toronto Maple Leafs | 41            | 22            | 14            | 5             | 146           | 132           | 49            | 17            | 21            |
| 4.            | Florida Panthers    | 41            | 21            | 15            | 5             | 147           | 140           | 47            | 16            | 18            |
| 5.            | Montreal Canadiens  | 41            | 18            | 17            | 6             | 132           | 133           | 42            | 13            | 16            |
| 6.            | Buffalo Sabres      | 41            | 17            | 17            | 7             | 121           | 131           | 41            | 13            | 16            |
| 7.            | Ottawa Senators     | 41            | 16            | 20            | 5             | 114           | 138           | 37            | 12            | 16            |
| 8.            | Detroit Red Wings   | 41            | 10            | 28            | 3             | 89            | 157           | 23            | 9             | 10            |

| Po 1/4 sezonu | Po 1/4 sezonu       | Po 1/4 sezonu | Po 1/4 sezonu | Po 1/4 sezonu | Po 1/4 sezonu | Po 1/4 sezonu | Po 1/4 sezonu | Po 1/4 sezonu | Po 1/4 sezonu | Po 1/4 sezonu |
| Lp.           | Drużyna             | M             | Z             | P             | PK            | ZB            | SB            | Pkt           | ZR            | ZRD           |
| ------------- | ------------------- | ------------- | ------------- | ------------- | ------------- | ------------- | ------------- | ------------- | ------------- | ------------- |
| 1.            | Boston Bruins       | 21            | 13            | 3             | 5             | 75            | 54            | 31            | 13            | 13            |
| 2.            | Florida Panthers    | 21            | 11            | 5             | 5             | 79            | 76            | 27            | 7             | 8             |
| 3.            | Tampa Bay Lightning | 21            | 12            | 7             | 2             | 80            | 68            | 26            | 10            | 11            |
| 4.            | Montreal Canadiens  | 21            | 11            | 6             | 4             | 74            | 67            | 26            | 8             | 9             |
| 5.            | Buffalo Sabres      | 21            | 10            | 8             | 3             | 60            | 63            | 23            | 7             | 9             |
| 6.            | Toronto Maple Leafs | 21            | 9             | 8             | 4             | 70            | 71            | 22            | 6             | 8             |
| 7.            | Ottawa Senators     | 21            | 9             | 11            | 1             | 59            | 69            | 19            | 8             | 9             |
| 8.            | Detroit Red Wings   | 21            | 7             | 12            | 2             | 48            | 78            | 16            | 6             | 7             |

| Po 3/4 sezonu | Po 3/4 sezonu        | Po 3/4 sezonu | Po 3/4 sezonu | Po 3/4 sezonu | Po 3/4 sezonu | Po 3/4 sezonu | Po 3/4 sezonu | Po 3/4 sezonu | Po 3/4 sezonu | Po 3/4 sezonu |
| Lp.           | Drużyna              | M             | Z             | P             | PK            | ZB            | SB            | Pkt           | ZR            | ZRD           |
| ------------- | -------------------- | ------------- | ------------- | ------------- | ------------- | ------------- | ------------- | ------------- | ------------- | ------------- |
| 1.            | Vancouver Canucks    | 62            | 34            | 22            | 6             | 207           | 190           | 74            | 26            | 31            |
| 2.            | Edmonton Oilers      | 62            | 33            | 22            | 7             | 198           | 192           | 73            | 28            | 31            |
| 3.            | Vegas Golden Knights | 62            | 32            | 22            | 8             | 197           | 188           | 72            | 25            | 29            |
| 4.            | Arizona Coyotes      | 62            | 30            | 24            | 8             | 172           | 167           | 68            | 23            | 25            |
| 5.            | Calgary Flames       | 62            | 31            | 25            | 6             | 183           | 194           | 68            | 21            | 25            |
| 6.            | San Jose Sharks      | 62            | 26            | 32            | 4             | 159           | 203           | 56            | 20            | 24            |
| 7.            | Anaheim Ducks        | 62            | 24            | 30            | 8             | 161           | 197           | 56            | 17            | 19            |
| 8.            | Los Angeles Kings    | 62            | 22            | 34            | 6             | 154           | 199           | 50            | 16            | 22            |

| Po 1/2 sezonu | Po 1/2 sezonu        | Po 1/2 sezonu | Po 1/2 sezonu | Po 1/2 sezonu | Po 1/2 sezonu | Po 1/2 sezonu | Po 1/2 sezonu | Po 1/2 sezonu | Po 1/2 sezonu | Po 1/2 sezonu |
| Lp.           | Drużyna              | M             | Z             | P             | PK            | ZB            | SB            | Pkt           | ZR            | ZRD           |
| ------------- | -------------------- | ------------- | ------------- | ------------- | ------------- | ------------- | ------------- | ------------- | ------------- | ------------- |
| 1.            | Vancouver Canucks    | 41            | 22            | 15            | 4             | 139           | 124           | 48            | 16            | 19            |
| 2.            | Vegas Golden Knights | 41            | 20            | 15            | 6             | 125           | 122           | 46            | 15            | 17            |
| 3.            | Arizona Coyotes      | 41            | 21            | 16            | 4             | 115           | 107           | 46            | 14            | 16            |
| 4.            | Calgary Flames       | 41            | 20            | 16            | 5             | 111           | 122           | 45            | 13            | 17            |
| 5.            | Edmonton Oilers      | 41            | 20            | 17            | 4             | 118           | 129           | 44            | 16            | 18            |
| 6.            | San Jose Sharks      | 41            | 17            | 21            | 3             | 109           | 139           | 37            | 12            | 15            |
| 7.            | Anaheim Ducks        | 41            | 16            | 20            | 5             | 105           | 128           | 37            | 12            | 13            |
| 8.            | Los Angeles Kings    | 41            | 16            | 21            | 4             | 104           | 129           | 36            | 11            | 16            |

| Po 1/4 sezonu | Po 1/4 sezonu        | Po 1/4 sezonu | Po 1/4 sezonu | Po 1/4 sezonu | Po 1/4 sezonu | Po 1/4 sezonu | Po 1/4 sezonu | Po 1/4 sezonu | Po 1/4 sezonu | Po 1/4 sezonu |
| Lp.           | Drużyna              | M             | Z             | P             | PK            | ZB            | SB            | Pkt           | ZR            | ZRD           |
| ------------- | -------------------- | ------------- | ------------- | ------------- | ------------- | ------------- | ------------- | ------------- | ------------- | ------------- |
| 1.            | Edmonton Oilers      | 21            | 13            | 6             | 2             | 67            | 56            | 28            | 10            | 12            |
| 2.            | Arizona Coyotes      | 21            | 12            | 7             | 2             | 61            | 49            | 26            | 7             | 9             |
| 3.            | Vancouver Canucks    | 21            | 10            | 7             | 4             | 69            | 59            | 24            | 8             | 8             |
| 4.            | Calgary Flames       | 21            | 10            | 8             | 3             | 60            | 61            | 23            | 6             | 8             |
| 5.            | Anaheim Ducks        | 21            | 10            | 9             | 2             | 57            | 59            | 22            | 9             | 10            |
| 6.            | San Jose Sharks      | 21            | 10            | 10            | 1             | 63            | 73            | 21            | 8             | 8             |
| 7.            | Vegas Golden Knights | 21            | 9             | 9             | 3             | 62            | 65            | 21            | 7             | 7             |
| 8.            | Los Angeles Kings    | 21            | 8             | 12            | 1             | 53            | 75            | 17            | 5             | 8             |

| Po 3/4 sezonu | Po 3/4 sezonu        | Po 3/4 sezonu | Po 3/4 sezonu | Po 3/4 sezonu | Po 3/4 sezonu | Po 3/4 sezonu | Po 3/4 sezonu | Po 3/4 sezonu | Po 3/4 sezonu | Po 3/4 sezonu |
| Lp.           | Drużyna              | M             | Z             | P             | PK            | ZB            | SB            | Pkt           | ZR            | ZRD           |
| ------------- | -------------------- | ------------- | ------------- | ------------- | ------------- | ------------- | ------------- | ------------- | ------------- | ------------- |
| 1.            | Vancouver Canucks    | 62            | 34            | 22            | 6             | 207           | 190           | 74            | 26            | 31            |
| 2.            | Edmonton Oilers      | 62            | 33            | 22            | 7             | 198           | 192           | 73            | 28            | 31            |
| 3.            | Vegas Golden Knights | 62            | 32            | 22            | 8             | 197           | 188           | 72            | 25            | 29            |
| 4.            | Arizona Coyotes      | 62            | 30            | 24            | 8             | 172           | 167           | 68            | 23            | 25            |
| 5.            | Calgary Flames       | 62            | 31            | 25            | 6             | 183           | 194           | 68            | 21            | 25            |
| 6.            | San Jose Sharks      | 62            | 26            | 32            | 4             | 159           | 203           | 56            | 20            | 24            |
| 7.            | Anaheim Ducks        | 62            | 24            | 30            | 8             | 161           | 197           | 56            | 17            | 19            |
| 8.            | Los Angeles Kings    | 62            | 22            | 34            | 6             | 154           | 199           | 50            | 16            | 22            |

| Po 1/2 sezonu | Po 1/2 sezonu        | Po 1/2 sezonu | Po 1/2 sezonu | Po 1/2 sezonu | Po 1/2 sezonu | Po 1/2 sezonu | Po 1/2 sezonu | Po 1/2 sezonu | Po 1/2 sezonu | Po 1/2 sezonu |
| Lp.           | Drużyna              | M             | Z             | P             | PK            | ZB            | SB            | Pkt           | ZR            | ZRD           |
| ------------- | -------------------- | ------------- | ------------- | ------------- | ------------- | ------------- | ------------- | ------------- | ------------- | ------------- |
| 1.            | Vancouver Canucks    | 41            | 22            | 15            | 4             | 139           | 124           | 48            | 16            | 19            |
| 2.            | Vegas Golden Knights | 41            | 20            | 15            | 6             | 125           | 122           | 46            | 15            | 17            |
| 3.            | Arizona Coyotes      | 41            | 21            | 16            | 4             | 115           | 107           | 46            | 14            | 16            |
| 4.            | Calgary Flames       | 41            | 20            | 16            | 5             | 111           | 122           | 45            | 13            | 17            |
| 5.            | Edmonton Oilers      | 41            | 20            | 17            | 4             | 118           | 129           | 44            | 16            | 18            |
| 6.            | San Jose Sharks      | 41            | 17            | 21            | 3             | 109           | 139           | 37            | 12            | 15            |
| 7.            | Anaheim Ducks        | 41            | 16            | 20            | 5             | 105           | 128           | 37            | 12            | 13            |
| 8.            | Los Angeles Kings    | 41            | 16            | 21            | 4             | 104           | 129           | 36            | 11            | 16            |

| Po 1/4 sezonu | Po 1/4 sezonu        | Po 1/4 sezonu | Po 1/4 sezonu | Po 1/4 sezonu | Po 1/4 sezonu | Po 1/4 sezonu | Po 1/4 sezonu | Po 1/4 sezonu | Po 1/4 sezonu | Po 1/4 sezonu |
| Lp.           | Drużyna              | M             | Z             | P             | PK            | ZB            | SB            | Pkt           | ZR            | ZRD           |
| ------------- | -------------------- | ------------- | ------------- | ------------- | ------------- | ------------- | ------------- | ------------- | ------------- | ------------- |
| 1.            | Edmonton Oilers      | 21            | 13            | 6             | 2             | 67            | 56            | 28            | 10            | 12            |
| 2.            | Arizona Coyotes      | 21            | 12            | 7             | 2             | 61            | 49            | 26            | 7             | 9             |
| 3.            | Vancouver Canucks    | 21            | 10            | 7             | 4             | 69            | 59            | 24            | 8             | 8             |
| 4.            | Calgary Flames       | 21            | 10            | 8             | 3             | 60            | 61            | 23            | 6             | 8             |
| 5.            | Anaheim Ducks        | 21            | 10            | 9             | 2             | 57            | 59            | 22            | 9             | 10            |
| 6.            | San Jose Sharks      | 21            | 10            | 10            | 1             | 63            | 73            | 21            | 8             | 8             |
| 7.            | Vegas Golden Knights | 21            | 9             | 9             | 3             | 62            | 65            | 21            | 7             | 7             |
| 8.            | Los Angeles Kings    | 21            | 8             | 12            | 1             | 53            | 75            | 17            | 5             | 8             |

| Po 3/4 sezonu | Po 3/4 sezonu       | Po 3/4 sezonu | Po 3/4 sezonu | Po 3/4 sezonu | Po 3/4 sezonu | Po 3/4 sezonu | Po 3/4 sezonu | Po 3/4 sezonu | Po 3/4 sezonu | Po 3/4 sezonu |
| Lp.           | Drużyna             | M             | Z             | P             | PK            | ZB            | SB            | Pkt           | ZR            | ZRD           |
| ------------- | ------------------- | ------------- | ------------- | ------------- | ------------- | ------------- | ------------- | ------------- | ------------- | ------------- |
| 1.            | Colorado Avalanche  | 62            | 37            | 18            | 7             | 215           | 168           | 81            | 33            | 36            |
| 2.            | St. Louis Blues     | 62            | 35            | 17            | 10            | 196           | 173           | 80            | 28            | 34            |
| 3.            | Dallas Stars        | 62            | 36            | 20            | 6             | 167           | 159           | 78            | 25            | 34            |
| 4.            | Nashville Predators | 62            | 31            | 23            | 8             | 198           | 198           | 70            | 25            | 28            |
| 5.            | Winnipeg Jets       | 62            | 32            | 25            | 5             | 190           | 185           | 69            | 25            | 29            |
| 6.            | Minnesota Wild      | 62            | 30            | 25            | 7             | 191           | 201           | 67            | 26            | 28            |
| 7.            | Chicago Blackhawks  | 62            | 27            | 27            | 8             | 182           | 197           | 62            | 19            | 24            |
| x.            |                     |               |               |               |               |               |               |               |               |               |

| Po 1/2 sezonu | Po 1/2 sezonu       | Po 1/2 sezonu | Po 1/2 sezonu | Po 1/2 sezonu | Po 1/2 sezonu | Po 1/2 sezonu | Po 1/2 sezonu | Po 1/2 sezonu | Po 1/2 sezonu | Po 1/2 sezonu |
| Lp.           | Drużyna             | M             | Z             | P             | PK            | ZB            | SB            | Pkt           | ZR            | ZRD           |
| ------------- | ------------------- | ------------- | ------------- | ------------- | ------------- | ------------- | ------------- | ------------- | ------------- | ------------- |
| 1.            | St. Louis Blues     | 41            | 26            | 9             | 6             | 128           | 107           | 58            | 20            | 26            |
| 2.            | Colorado Avalanche  | 41            | 24            | 13            | 4             | 151           | 122           | 52            | 21            | 24            |
| 3.            | Dallas Stars        | 41            | 23            | 14            | 4             | 111           | 103           | 50            | 17            | 21            |
| 4.            | Winnipeg Jets       | 41            | 22            | 16            | 3             | 128           | 126           | 47            | 16            | 20            |
| 5.            | Nashville Predators | 41            | 19            | 15            | 7             | 142           | 137           | 45            | 16            | 18            |
| 6.            | Minnesota Wild      | 41            | 19            | 17            | 5             | 126           | 137           | 43            | 18            | 18            |
| 7.            | Chicago Blackhawks  | 41            | 18            | 17            | 6             | 118           | 132           | 42            | 13            | 16            |
| x.            |                     |               |               |               |               |               |               |               |               |               |

| Po 1/4 sezonu | Po 1/4 sezonu       | Po 1/4 sezonu | Po 1/4 sezonu | Po 1/4 sezonu | Po 1/4 sezonu | Po 1/4 sezonu | Po 1/4 sezonu | Po 1/4 sezonu | Po 1/4 sezonu | Po 1/4 sezonu |
| Lp.           | Drużyna             | M             | Z             | P             | PK            | ZB            | SB            | Pkt           | ZR            | ZRD           |
| ------------- | ------------------- | ------------- | ------------- | ------------- | ------------- | ------------- | ------------- | ------------- | ------------- | ------------- |
| 1.            | St. Louis Blues     | 21            | 12            | 4             | 5             | 62            | 61            | 29            | 7             | 12            |
| 2.            | Colorado Avalanche  | 21            | 13            | 6             | 2             | 76            | 61            | 28            | 10            | 13            |
| 3.            | Winnipeg Jets       | 21            | 12            | 8             | 1             | 59            | 64            | 25            | 6             | 10            |
| 4.            | Dallas Stars        | 21            | 11            | 8             | 2             | 55            | 52            | 24            | 9             | 11            |
| 5.            | Nashville Predators | 21            | 9             | 9             | 3             | 74            | 74            | 21            | 8             | 9             |
| 6.            | Chicago Blackhawks  | 21            | 9             | 8             | 4             | 63            | 63            | 22            | 7             | 9             |
| 7.            | Minnesota Wild      | 21            | 8             | 11            | 2             | 57            | 70            | 18            | 8             | 8             |
| x.            |                     |               |               |               |               |               |               |               |               |               |

| Po 3/4 sezonu | Po 3/4 sezonu       | Po 3/4 sezonu | Po 3/4 sezonu | Po 3/4 sezonu | Po 3/4 sezonu | Po 3/4 sezonu | Po 3/4 sezonu | Po 3/4 sezonu | Po 3/4 sezonu | Po 3/4 sezonu |
| Lp.           | Drużyna             | M             | Z             | P             | PK            | ZB            | SB            | Pkt           | ZR            | ZRD           |
| ------------- | ------------------- | ------------- | ------------- | ------------- | ------------- | ------------- | ------------- | ------------- | ------------- | ------------- |
| 1.            | Colorado Avalanche  | 62            | 37            | 18            | 7             | 215           | 168           | 81            | 33            | 36            |
| 2.            | St. Louis Blues     | 62            | 35            | 17            | 10            | 196           | 173           | 80            | 28            | 34            |
| 3.            | Dallas Stars        | 62            | 36            | 20            | 6             | 167           | 159           | 78            | 25            | 34            |
| 4.            | Nashville Predators | 62            | 31            | 23            | 8             | 198           | 198           | 70            | 25            | 28            |
| 5.            | Winnipeg Jets       | 62            | 32            | 25            | 5             | 190           | 185           | 69            | 25            | 29            |
| 6.            | Minnesota Wild      | 62            | 30            | 25            | 7             | 191           | 201           | 67            | 26            | 28            |
| 7.            | Chicago Blackhawks  | 62            | 27            | 27            | 8             | 182           | 197           | 62            | 19            | 24            |
| x.            |                     |               |               |               |               |               |               |               |               |               |

| Po 1/2 sezonu | Po 1/2 sezonu       | Po 1/2 sezonu | Po 1/2 sezonu | Po 1/2 sezonu | Po 1/2 sezonu | Po 1/2 sezonu | Po 1/2 sezonu | Po 1/2 sezonu | Po 1/2 sezonu | Po 1/2 sezonu |
| Lp.           | Drużyna             | M             | Z             | P             | PK            | ZB            | SB            | Pkt           | ZR            | ZRD           |
| ------------- | ------------------- | ------------- | ------------- | ------------- | ------------- | ------------- | ------------- | ------------- | ------------- | ------------- |
| 1.            | St. Louis Blues     | 41            | 26            | 9             | 6             | 128           | 107           | 58            | 20            | 26            |
| 2.            | Colorado Avalanche  | 41            | 24            | 13            | 4             | 151           | 122           | 52            | 21            | 24            |
| 3.            | Dallas Stars        | 41            | 23            | 14            | 4             | 111           | 103           | 50            | 17            | 21            |
| 4.            | Winnipeg Jets       | 41            | 22            | 16            | 3             | 128           | 126           | 47            | 16            | 20            |
| 5.            | Nashville Predators | 41            | 19            | 15            | 7             | 142           | 137           | 45            | 16            | 18            |
| 6.            | Minnesota Wild      | 41            | 19            | 17            | 5             | 126           | 137           | 43            | 18            | 18            |
| 7.            | Chicago Blackhawks  | 41            | 18            | 17            | 6             | 118           | 132           | 42            | 13            | 16            |
| x.            |                     |               |               |               |               |               |               |               |               |               |

| Po 1/4 sezonu | Po 1/4 sezonu       | Po 1/4 sezonu | Po 1/4 sezonu | Po 1/4 sezonu | Po 1/4 sezonu | Po 1/4 sezonu | Po 1/4 sezonu | Po 1/4 sezonu | Po 1/4 sezonu | Po 1/4 sezonu |
| Lp.           | Drużyna             | M             | Z             | P             | PK            | ZB            | SB            | Pkt           | ZR            | ZRD           |
| ------------- | ------------------- | ------------- | ------------- | ------------- | ------------- | ------------- | ------------- | ------------- | ------------- | ------------- |
| 1.            | St. Louis Blues     | 21            | 12            | 4             | 5             | 62            | 61            | 29            | 7             | 12            |
| 2.            | Colorado Avalanche  | 21            | 13            | 6             | 2             | 76            | 61            | 28            | 10            | 13            |
| 3.            | Winnipeg Jets       | 21            | 12            | 8             | 1             | 59            | 64            | 25            | 6             | 10            |
| 4.            | Dallas Stars        | 21            | 11            | 8             | 2             | 55            | 52            | 24            | 9             | 11            |
| 5.            | Nashville Predators | 21            | 9             | 9             | 3             | 74            | 74            | 21            | 8             | 9             |
| 6.            | Chicago Blackhawks  | 21            | 9             | 8             | 4             | 63            | 63            | 22            | 7             | 9             |
| 7.            | Minnesota Wild      | 21            | 8             | 11            | 2             | 57            | 70            | 18            | 8             | 8             |
| x.            |                     |               |               |               |               |               |               |               |               |               |

Legenda:     = zwycięzca Pucharu Prezydenta,     = mistrz dywizji,     = awans do playoff,     = awans do rundy kwalifikacyjnej

### Najlepsi zawodnicy sezonu regularnego
Zawodnicy z pola
| Punkty                                      | Punkty | Gole                                           | Gole | Asysty                                      | Asysty | +/−                                       | +/− |
| ------------------------------------------- | ------ | ---------------------------------------------- | ---- | ------------------------------------------- | ------ | ----------------------------------------- | --- |
| Leon Draisaitl (EDM)                        | 110    | Aleksandr Owieczkin (WSH) David Pastrňák (BOS) | 48   | Leon Draisaitl (EDM)                        | 67     | Ryan Graves (COL)                         | +40 |
| Connor McDavid (EDM)                        | 97     | Aleksandr Owieczkin (WSH) David Pastrňák (BOS) | 48   | Connor McDavid (EDM) Artiemij Panarin (NYR) | 63     | Artiemij Panarin (NYR)                    | +36 |
| Artiemij Panarin (NYR) David Pastrňák (BOS) | 95     | Auston Matthews (TOR)                          | 47   | Connor McDavid (EDM) Artiemij Panarin (NYR) | 63     | Jaccob Slavin (CAR) Dougie Hamilton (CAR) | +30 |
| Artiemij Panarin (NYR) David Pastrňák (BOS) | 95     | Leon Draisaitl (EDM)                           | 43   | John Carlson (WSH)                          | 60     | Jaccob Slavin (CAR) Dougie Hamilton (CAR) | +30 |
| Nathan MacKinnon (COL)                      | 93     | Mika Zibanejad (NYR)                           | 41   | Brad Marchand (BOS)                         | 59     | Anthony Cirelli (TBL)                     | +28 |

Bramkarze

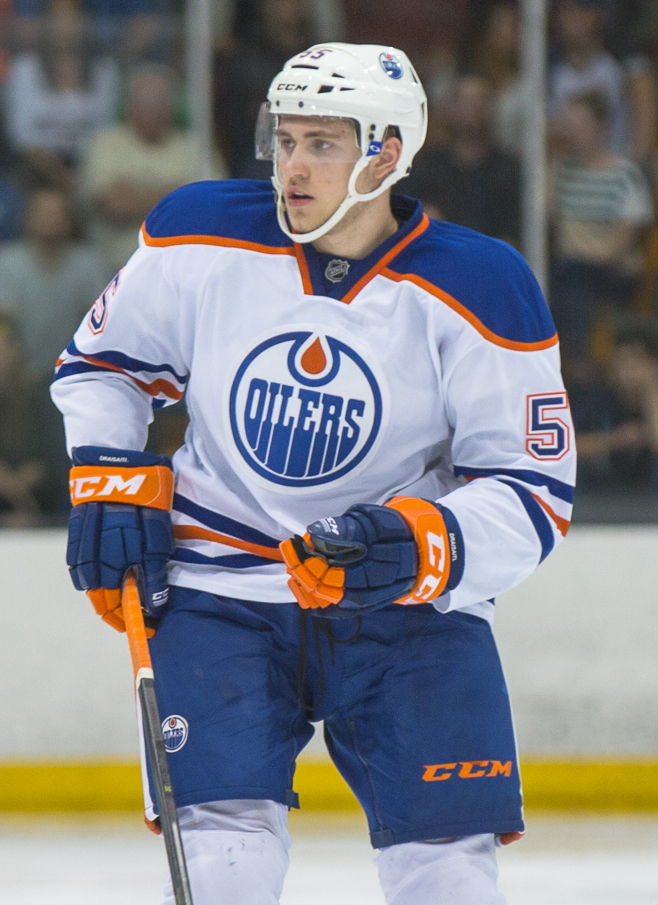
Leon Draisaitl

W zestawieniu ujęto bramkarzy grających przez przynajmniej 1200 minut.

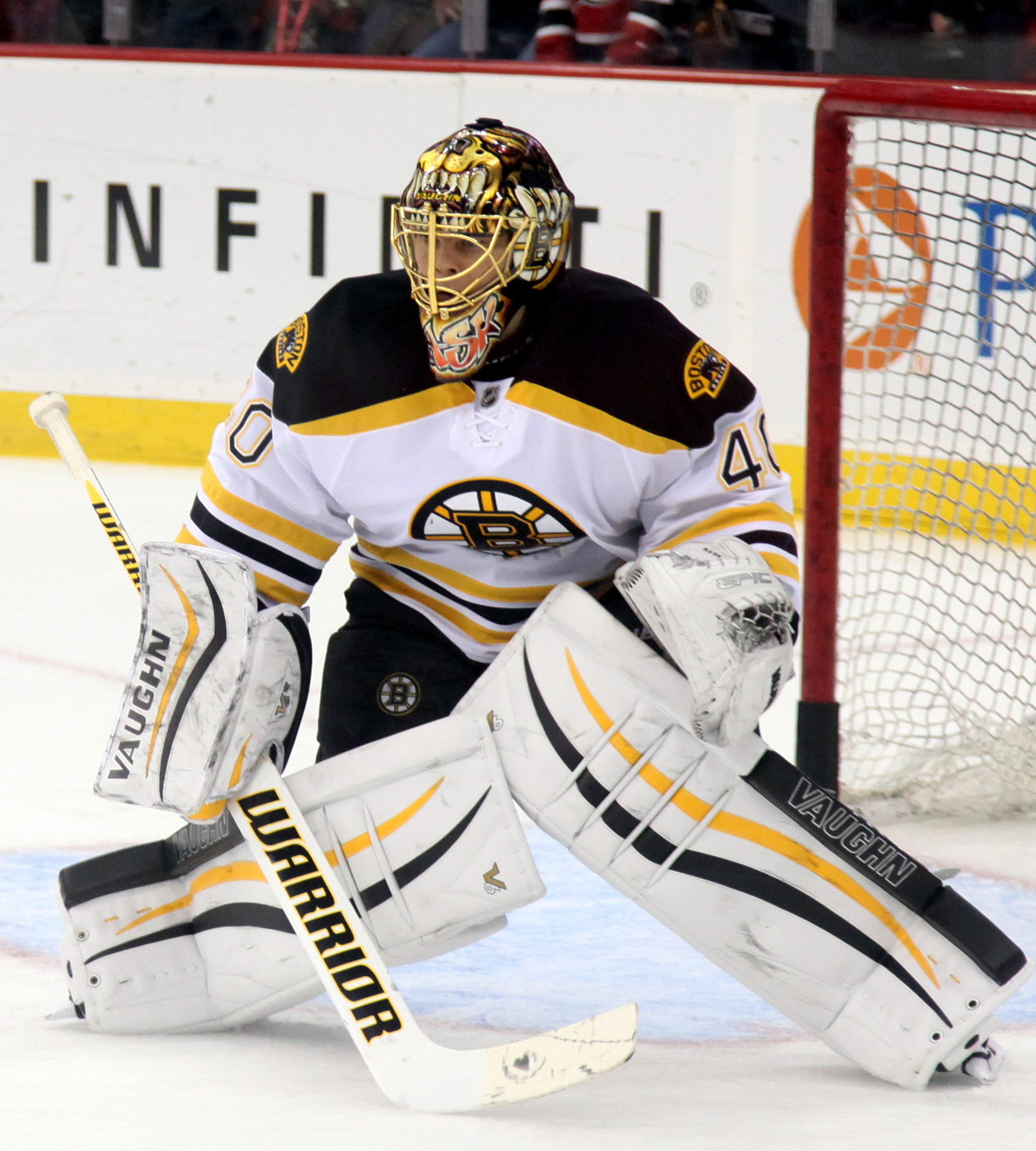
Tuukka Rask

| Obrony (w %)                                | Obrony (w %) | GAA                                      | GAA  | Shutouty                                                         | Shutouty | Zwycięstwa                                | Zwycięstwa |
| ------------------------------------------- | ------------ | ---------------------------------------- | ---- | ---------------------------------------------------------------- | -------- | ----------------------------------------- | ---------- |
| Anton Chudobin (DAL)                        | .930         | Tuukka Rask (BOS)                        | 2.12 | Connor Hellebuyck (WIN)                                          | 6        | Andriej Wasilewskij (TBL)                 | 35         |
| Tuukka Rask (BOS)                           | .929         | Jake Allen (STL)                         | 2.15 | Marc-André Fleury (VGK) Tuukka Rask (BOS) Elvis Merzļikins (CBJ) | 5        | Connor Hellebuyck (WIN)                   | 31         |
| Darcy Kuemper (ARI)                         | .928         | Anton Chudobin (DAL) Darcy Kuemper (ARI) | 2.22 | Marc-André Fleury (VGK) Tuukka Rask (BOS) Elvis Merzļikins (CBJ) | 5        | Jordan Binnington (STL)                   | 30         |
| Jake Allen (STL)                            | .927         | Anton Chudobin (DAL) Darcy Kuemper (ARI) | 2.22 | Marc-André Fleury (VGK) Tuukka Rask (BOS) Elvis Merzļikins (CBJ) | 5        | Frederik Andersen (TOR)                   | 29         |
| Pavel Francouz (COL) Elvis Merzļikins (CBJ) | .923         | Elvis Merzļikins (CBJ)                   | 2.35 | Carey Price (MTL) Alex Stalock (MIN) Juuse Saros (NSH)           | 4        | Marc-André Fleury (VGK) Carey Price (MTL) | 27         |

### „Kamienie milowe” sezonu regularnego
Jubileuszowe i rekordowe osiągnięcia, które miały miejsce w trakcie sezonu zasadniczego 2019-2020.
| Data            | Osiągnięcie | Osiągnięcie |
| --------------- | --- | ----------- |
| 3 października  | Henrik Lundqvist (New York Rangers) wystąpił po raz 450 w zwycięskim spotkaniu. Jest 6 bramkarzem w historii ligi NHL, który uzyskał taką liczbę zwycięstw.                                                                                              |             |
| 4 października  | Marc-André Fleury (Vegas Golden Knights) wystąpił po raz 800 w spotkaniu z San Jose Sharks. Jest 16 bramkarzem w historii ligi NHL, który rozegrał 800 i więcej spotkań.                                                                                 |             |
| 12 października | Phil Kessel (Arizona Coyotes) wystąpił po raz 1000 w spotkaniu z Colorado Avalanche. Jest 338 zawodnikiem w historii ligi NHL, który rozegrał 1000 i więcej spotkań.                                                                                     |             |
| 22 października | Tuukka Rask (Boston Bruins) wystąpił po raz 500 w spotkaniu z Toronto Maple Leafs. Jest 72 bramkarzem w historii ligi NHL, który rozegrał 500 i więcej spotkań.                                                                                          |             |
| 2 listopada     | Dan Hamhuis (Nashville Predators) wystąpił po raz 1100 w spotkaniu z New York Rangers. Jest 191 zawodnikiem w historii ligi NHL, który rozegrał 1100 i więcej spotkań.                                                                                   |             |
| 2 listopada     | Patrice Bergeron (Boston Bruins) zaliczył 500 asystę przy golu Brada Marchanda w meczu z Ottawa Senators. Jest 146 zawodnikiem w historii ligi NHL, który uzyskał 500 asyst i więcej.                                                                    |             |
| 3 listopada     | Aleksander Owieczkin (Washington Capitals) wystąpił po raz 1100 w spotkaniu z Calgary Flames. Jest 192 zawodnikiem w historii ligi NHL, który rozegrał 1100 i więcej spotkań.                                                                            |             |
| 3 listopada     | Ryan Getzlaf (Anaheim Ducks) wystąpił po raz 1000 w spotkaniu z Chicago Blackhawks. Jest 339 zawodnikiem w historii ligi NHL, który rozegrał 1000 i więcej spotkań.                                                                                      |             |
| 5 listopada     | Zdeno Chára (Boston Bruins) wystąpił po raz 1500 w spotkaniu z Montreal Canadiens. Jest 21 zawodnikiem w historii ligi NHL, który rozegrał 1500 i więcej spotkań.                                                                                        |             |
| 5 listopada     | Jay Bouwmeester (St. Louis Blues) wystąpił po raz 1200 w spotkaniu z Vancouver Canucks. Jest 112 zawodnikiem w historii ligi NHL, który rozegrał 1200 i więcej spotkań.                                                                                  |             |
| 7 listopada     | Devan Dubnyk (Minnesota Wild) wystąpił po raz 500 w spotkaniu z San Jose Sharks. Jest 73 bramkarzem w historii ligi NHL, który rozegrał 500 i więcej spotkań.                                                                                            |             |
| 13 listopada    | Corey Perry (Dallas Stars) wystąpił po raz 1000 w spotkaniu z Calgary Flames. Jest 340 zawodnikiem w historii ligi NHL, który rozegrał 1000 i więcej spotkań.                                                                                            |             |
| 16 listopada    | Steven Stamkos (Tampa Bay Lightning) zdobył 400 gola w meczu z Winnipeg Jets. Jest 98 zawodnikiem w historii ligi NHL, który zdobył 400 bramek i więcej.                                                                                                 |             |
| 16 listopada    | Jeff Carter (Los Angeles Kings) wystąpił po raz 1000 w spotkaniu z Vegas Golden Knights. Jest 341 zawodnikiem w historii ligi NHL, który rozegrał 1000 i więcej spotkań.                                                                                 |             |
| 17 listopada    | Brent Seabrook (Chicago Blackhawks) wystąpił po raz 1100 w spotkaniu z Calgary Flames. Jest 193 zawodnikiem w historii ligi NHL, który rozegrał 1100 i więcej spotkań.                                                                                   |             |
| 19 listopada    | Marc-André Fleury (Vegas Golden Knights) wystąpił po raz 450 w zwycięskim spotkaniu. Jest 7 bramkarzem w historii ligi NHL, który uzyskał taką liczbę zwycięstw.                                                                                         |             |
| 21 listopada    | Patrick Kane (Chicago Blackhawks) zaliczył 600 asystę przy golu Dylana Strome w meczu z Tampa Bay Lightning. Jest 90 zawodnikiem w historii ligi NHL, który uzyskał 600 asyst i więcej.                                                                  |             |
| 23 listopada    | Duncan Keith (Chicago Blackhawks) wystąpił po raz 1100 w spotkaniu z Dallas Stars. Jest 194 zawodnikiem w historii ligi NHL, który rozegrał 1100 i więcej spotkań.                                                                                       |             |
| 23 listopada    | Mike Smith (Edmonton Oilers) wystąpił po raz 250 w zwycięskim spotkaniu. Jest 58 bramkarzem w historii ligi NHL, który uzyskał taką liczbę zwycięstw. |             |
| 29 listopada    | Pekka Rinne (Nashville Predators) wystąpił po raz 350 w zwycięskim spotkaniu. Jest 22 bramkarzem w historii ligi NHL, który uzyskał taką liczbę zwycięstw.                                                                                               |             |
| 29 listopada    | Eric Staal (Minnesota Wild) wystąpił po raz 1200 w spotkaniu z Ottawa Senators. Jest 113 zawodnikiem w historii ligi NHL, który rozegrał 1200 i więcej spotkań.                                                                                          |             |
| 1 grudnia       | Mikko Koivu (Minnesota Wild) wystąpił po raz 1000 w spotkaniu z Dallas Stars. Jest 342 zawodnikiem w historii ligi NHL, który rozegrał 1000 i więcej spotkań.                                                                                            |             |
| 1 grudnia       | Ryan Suter (Minnesota Wild) wystąpił po raz 1100 w spotkaniu z Dallas Stars. Jest 195 zawodnikiem w historii ligi NHL, który rozegrał 1100 i więcej spotkań.                                                                                             |             |
| 3 grudnia       | Jaroslav Halák (Boston Bruins) wystąpił po raz 500 w spotkaniu z Carolina Hurricanes. Jest 74 bramkarzem w historii ligi NHL, który rozegrał 500 i więcej spotkań.                                                                                       |             |
| 6 grudnia       | Corey Crawford (Chicago Blackhawks) wystąpił po raz 250 w zwycięskim spotkaniu. Jest 59 bramkarzem w historii ligi NHL, który uzyskał taką liczbę zwycięstw.                                                                                             |             |
| 11 grudnia      | Ron Hainsey (Ottawa Senators) wystąpił po raz 1100 w spotkaniu z Montreal Canadiens. Jest 196 zawodnikiem w historii ligi NHL, który rozegrał 1100 i więcej spotkań.                                                                                     |             |
| 12 grudnia      | Joe Thornton (San Jose Sharks) wystąpił po raz 1600 w spotkaniu z New York Rangers. Jest 12 zawodnikiem w historii ligi NHL, który rozegrał 1600 i więcej spotkań. Wśród zawodników czynnych wyprzedza go jedynie kolega klubowy Patrick Marleau (1687). |             |
| 14 grudnia      | Marc-Édouard Vlasic (San Jose Sharks) wystąpił po raz 1000 w spotkaniu z Vancouver Canucks. Jest 343 zawodnikiem w historii ligi NHL, który rozegrał 1000 i więcej spotkań. Wszystkie w barwach Sharks.                                                  |             |
| 15 grudnia      | Eric Staal (Minnesota Wild) zdobył 1000 punkt strzelając gola w meczu z Chicago Blackhawks. Jest 89 zawodnikiem w historii ligi NHL, który zdobył 1000 punktów i więcej.                                                                                 |             |
| 17 grudnia      | Jewgienij Małkin (Pittsburgh Penguins) zdobył 400 gola w meczu z Calgary Flames. Jest 99 zawodnikiem w historii ligi NHL, który zdobył 400 bramek i więcej.                                                                                              |             |
| 20 grudnia      | Joe Pavelski (Dallas Stars) wystąpił po raz 1000 w spotkaniu z Florida Panthers. Jest 344 zawodnikiem w historii ligi NHL, który rozegrał 1000 i więcej spotkań.                                                                                         |             |
| 27 grudnia      | Jaroslav Halák (Boston Bruins) zaliczył 50 shutout w spotkaniu z Buffalo Sabres. Jest 31 bramkarzem w historii ligi NHL, który rozegrał taką liczbę spotkań bez puszczonej bramki.                                                                       |             |
| 9 stycznia      | Anže Kopitar (Los Angeles Kings) zaliczył 600 asystę przy golu Tylera Toffoli w meczu z Vegas Golden Knights. Jest 91 zawodnikiem w historii ligi NHL, który uzyskał 600 asyst i więcej.                                                                 |             |
| 11 stycznia     | Patrick Marleau (San Jose Sharks) wystąpił po raz 1700 w spotkaniu z Dallas Stars. Jest 5 zawodnikiem w historii ligi NHL, który rozegrał 1700 i więcej spotkań.                                                                                         |             |
| 14 stycznia     | Jason Spezza (Toronto Maple Leafs) wystąpił po raz 1100 w spotkaniu z New Jersey Devils. Jest 197 zawodnikiem w historii ligi NHL, który rozegrał 1100 i więcej spotkań.                                                                                 |             |
| 19 stycznia     | Patrick Kane (Chicago Blackhawks) zdobył 1000 punkt asystując przy golu Brandona Saada w meczu z Winnipeg Jets. Jest 90 zawodnikiem w historii ligi NHL, który zdobył 1000 punktów i więcej.                                                             |             |
| 1 lutego        | Alexander Steen (St. Louis Blues) wystąpił po raz 1000 w spotkaniu z Winnipeg Jets. Jest 345 zawodnikiem w historii ligi NHL, który rozegrał 1000 i więcej spotkań.                                                                                      |             |
| 1 lutego        | Valtteri Filppula (Detroit Red Wings) wystąpił po raz 1000 w spotkaniu z New York Rangers. Jest 346 zawodnikiem w historii ligi NHL, który rozegrał 1000 i więcej spotkań.                                                                               |             |
| 4 lutego        | Joe Thornton (San Jose Sharks) zdobył 1500 punkt asystując przy golu Kevina Labanca w meczu z Calgary Flames. Jest 14 zawodnikiem w historii ligi NHL i pierwszym wśród zawodników czynnych, który zdobył 1500 punktów i więcej.                         |             |
| 7 lutego        | Zach Parise (Minnesota Wild) wystąpił po raz 1000 w spotkaniu z Dallas Stars. Jest 347 zawodnikiem w historii ligi NHL, który rozegrał 1000 i więcej spotkań.                                                                                            |             |
| 8 lutego        | Mike Smith (Edmonton Oilers) wystąpił po raz 600 w spotkaniu z Nashville Predators. Jest 52 bramkarzem w historii ligi NHL, który rozegrał 600 i więcej spotkań.                                                                                         |             |
| 10 lutego       | Siergiej Bobrowski (Florida Panthers) wystąpił po raz 500 w spotkaniu z Philadelphia Flyers. Jest 75 bramkarzem w historii ligi NHL, który rozegrał 500 i więcej spotkań.                                                                                |             |
| 13 lutego       | Mikko Koivu (Minnesota Wild) zaliczył 500 asystę przy golu Ryana Donato w meczu z New York Rangers. Jest 147 zawodnikiem w historii ligi NHL, który uzyskał 500 asyst i więcej.                                                                          |             |
| 13 lutego       | Andrew Cogliano (Dallas Stars) wystąpił po raz 1000 w spotkaniu z Toronto Maple Leafs. Jest 348 zawodnikiem w historii ligi NHL, który rozegrał 1000 i więcej spotkań.                                                                                   |             |
| 14 lutego       | Brent Burns (San Jose Sharks) wystąpił po raz 1100 w spotkaniu z Winnipeg Jets. Jest 198 zawodnikiem w historii ligi NHL, który rozegrał 1100 i więcej spotkań.                                                                                          |             |
| 19 lutego       | Duncan Keith (Chicago Blackhawks) zaliczył 500 asystę przy golu Dominika Kubalika w meczu z New York Rangers. Jest 148 zawodnikiem w historii ligi NHL, który uzyskał 500 asyst i więcej.                                                                |             |
| 22 lutego       | Aleksander Owieczkin (Washington Capitals) zdobył 700 gola w meczu z New Jersey Devils. Jest 8 zawodnikiem w historii ligi NHL, który zdobył 700 bramek i więcej.                                                                                        |             |
| 3 marca         | Sidney Crosby (Pittsburgh Penguins) zaliczył 800 asystę przy golu Jasona Zuckera w meczu z Ottawa Senators. Jest 32 zawodnikiem w historii ligi NHL, który uzyskał 800 asyst i więcej.                                                                   |             |
| 10 marca        | Tuukka Rask (Boston Bruins) zaliczył 50 shutout w spotkaniu z Philadelphia Flyers. Jest 32 bramkarzem w historii ligi NHL, który rozegrał taką liczbę spotkań bez puszczonej bramki.                                                                     |             |

## Play-off

### Rozstawienie
Po przerwaniu ze względu na epidemię koronawirusa i wcześniejszym zakończeniu sezonu zasadniczego rozgrywki wznowiono 1.08.2020. Do fazy play-off zakwalifikowano po 12 zespołów z każdej Konferencji. Ze względu na to, że drużyny rozegrały różną liczbę spotkań, o kolejności decydował procent zdobytych punktów. Pierwsze cztery zespoły zapewniły sobie bezpośredni start w fazie play-off. Pozostałych osiem wystąpiło w rundzie kwalifikacyjnej. W kwalificjach mecze rozgrywano do trzech zwycięstw. Drużyna Boston Bruins zdobywca Presidents’ Trophy uzyskała najlepszy wynik w lidze zdobywając w 70 spotkaniach 100 punktów (71,4%). O rozstawieniu decydowały mecze pomiędzy drużynami, które dostały się do play-off bez eliminacji.
Ze względu na epidemię drużyny Konferencji Wschodniej rozgrywały mecze fazy play-off w hali Scotiabank Arena w Toronto, a Konferencji Zachodniej w hali Rogers Arena w Edmonton.

#### Konferencja Wschodnia
1. Boston Bruins – 71,4% możliwych do zdobycia punktów, mistrz dywizji atlantyckiej i konferencji wschodniej, zdobywca Presidents’ Trophy
2. Tampa Bay Lightning – 65,7% możliwych do zdobycia punktów
3. Washington Capitals – 65,2% możliwych do zdobycia punktów, mistrz dywizji metropolitalnej
4. Philadelphia Flyers – 64,5% możliwych do zdobycia punktów
5. Pittsburgh Penguins – 62,3% możliwych do zdobycia punktów
6. Carolina Hurricanes – 59,6% możliwych do zdobycia punktów
7. New York Islanders – 58,8% możliwych do zdobycia punktów
8. Toronto Maple Leafs – 57,9% możliwych do zdobycia punktów
9. Columbus Blue Jackets – 57,9% możliwych do zdobycia punktów
10. Florida Panthers – 56,5% możliwych do zdobycia punktów
11. New York Rangers – 56,4% możliwych do zdobycia punktów
12. Montreal Canadiens – 50,0% możliwych do zdobycia punktów

```
     
Miejsca 1 – 4 bezpośredni awans do play-off

     Miejsca 5 – 12 udział w eliminacjach
```

#### Konferencja Zachodnia
1. St. Louis Blues – 66,2% możliwych do zdobycia punktów, mistrz dywizji centralnej i konferencji zachodniej
2. Colorado Avalanche – 65,7% możliwych do zdobycia punktów
3. Vegas Golden Knights – 60,6% możliwych do zdobycia punktów, mistrz dywizji pacyficznej
4. Dallas Stars – 59,4% możliwych do zdobycia punktów
5. Edmonton Oilers – 58,5% możliwych do zdobycia punktów
6. Nashville Predators – 56,5% możliwych do zdobycia punktów
7. Vancouver Canucks – 56,5% możliwych do zdobycia punktów
8. Calgary Flames – 56,4% możliwych do zdobycia punktów
9. Winnipeg Jets – 56,3% możliwych do zdobycia punktów
10. Minnesota Wild – 55,8% możliwych do zdobycia punktów
11. Arizona Coyotes – 52,9% możliwych do zdobycia punktów
12. Chicago Blackhawks – 51,4% możliwych do zdobycia punktów

```
     
Miejsca 1 – 4 bezpośredni awans do play-off

     Miejsca 5 – 12 udział w eliminacjach
```

### Wyniki kwalifikacji do fazy playoff
| KONFERENCJA WSCHODNIA     |                           |             |               |               |               |               |               |               |               |
| Drużyna wyżej rozstawiona | Drużyna niżej rozstawiona | Wynik serii | Wyniki meczów | Wyniki meczów | Wyniki meczów | Wyniki meczów | Wyniki meczów | Wyniki meczów | Wyniki meczów |
| Drużyna wyżej rozstawiona | Drużyna niżej rozstawiona | Wynik serii | 1.            | 2.            | 3.            | 4.            | 5.            |               |               |
| Pittsburgh Penguins (5)   | Montreal Canadiens (12)   | 1 : 3       | 1 sierpnia    | 3 sierpnia    | 5 sierpnia    | 7 sierpnia    |               |               |               |
| Pittsburgh Penguins (5)   | Montreal Canadiens (12)   | 1 : 3       | 2 : 3D        | 3 : 1         | 3 : 4         | 0 : 2         |               |               |               |
| Carolina Hurricanes (6)   | New York Rangers (11)     | 3 : 0       | 1 sierpnia    | 3 sierpnia    | 4 sierpnia    |               |               |               |               |
| Carolina Hurricanes (6)   | New York Rangers (11)     | 3 : 0       | 3 : 2         | 4 : 1         | 4 : 1         |               |               |               |               |
| New York Islanders (7)    | Florida Panthers (10)     | 3 : 1       | 1 sierpnia    | 4 sierpnia    | 5 sierpnia    | 7 sierpnia    |               |               |               |
| New York Islanders (7)    | Florida Panthers (10)     | 3 : 1       | 2 : 1         | 4 : 2         | 2 : 3         | 5 : 1         |               |               |               |
| Toronto Maple Leafs (8)   | Columbus Blue Jackets (9) | 2 : 3       | 2 sierpnia    | 4 sierpnia    | 6 sierpnia    | 7 sierpnia    | 9 sierpnia    |               |               |
| Toronto Maple Leafs (8)   | Columbus Blue Jackets (9) | 2 : 3       | 0 : 2         | 3 : 0         | 3 : 4D        | 4 : 3D        | 0 : 3         |               |               |

| KONFERENCJA ZACHODNIA     |                           |             |               |               |               |               |               |               |               |
| Drużyna wyżej rozstawiona | Drużyna niżej rozstawiona | Wynik serii | Wyniki meczów | Wyniki meczów | Wyniki meczów | Wyniki meczów | Wyniki meczów | Wyniki meczów | Wyniki meczów |
| Drużyna wyżej rozstawiona | Drużyna niżej rozstawiona | Wynik serii | 1.            | 2.            | 3.            | 4.            | 5.            |               |               |
| Edmonton Oilers (5)       | Chicago Blackhawks (12)   | 1 : 3       | 1 sierpnia    | 3 sierpnia    | 5 sierpnia    | 7 sierpnia    |               |               |               |
| Edmonton Oilers (5)       | Chicago Blackhawks (12)   | 1 : 3       | 4 : 6         | 6 : 3         | 3 : 4         | 2 : 3         |               |               |               |
| Nashville Predators (6)   | Arizona Coyotes (11)      | 1 : 3       | 2 sierpnia    | 4 sierpnia    | 5 sierpnia    | 7 sierpnia    |               |               |               |
| Nashville Predators (6)   | Arizona Coyotes (11)      | 1 : 3       | 3 : 4         | 4 : 2         | 1 : 4         | 3 : 4D        |               |               |               |
| Vancouver Canucks (7)     | Minnesota Wild (10)       | 3 : 1       | 2 sierpnia    | 4 sierpnia    | 6 sierpnia    | 7 sierpnia    |               |               |               |
| Vancouver Canucks (7)     | Minnesota Wild (10)       | 3 : 1       | 0 : 3         | 4 : 3         | 3 : 0         | 5 : 4D        |               |               |               |
| Calgary Flames (8)        | Winnipeg Jets (9)         | 3 : 1       | 1 sierpnia    | 3 sierpnia    | 4 sierpnia    | 6 sierpnia    |               |               |               |
| Calgary Flames (8)        | Winnipeg Jets (9)         | 3 : 1       | 4 : 1         | 2 : 3         | 6 : 2         | 4 : 0         |               |               |               |

### Drzewko playoff
Faza play-off rozgrywana jest w czterech rundach. Drużyna, która zajęła wyższe miejsce w sezonie zasadniczym w nagrodę zostaje gospodarzem ewentualnego siódmego meczu. Z tym, że zdobywca Presidents’ Trophy zawsze jest gospodarzem siódmego meczu. Wszystkie cztery rundy rozgrywane są w formule do czterech zwycięstw według schematu: 2-2-1-1-1, czyli wyżej rozstawiony rozgrywa mecze: 1 i 2 oraz ewentualnie 5 i 7 we własnej hali. Niżej rozstawiona drużyna rozgrywa mecze w swojej hali: trzeci, czwarty oraz ewentualnie szósty.
Wyżej rozstawiona drużyna jest pokazana w górnym rzędzie pary.
|  |                          |                          |                          |                    |                      |                       |                       |                       |  |  |                    |                    |                    |  |  |                        |                        |                        |
|  | Ćwierćfinały Konferencji | Ćwierćfinały Konferencji | Ćwierćfinały Konferencji |                    |                      | Półfinały Konferencji | Półfinały Konferencji | Półfinały Konferencji |  |  | Finały Konferencji | Finały Konferencji | Finały Konferencji |  |  | Finał Pucharu Stanleya | Finał Pucharu Stanleya | Finał Pucharu Stanleya |
|  | Ćwierćfinały Konferencji | Ćwierćfinały Konferencji | Ćwierćfinały Konferencji |                    |                      | Półfinały Konferencji | Półfinały Konferencji | Półfinały Konferencji |  |  | Finały Konferencji | Finały Konferencji | Finały Konferencji |  |  | Finał Pucharu Stanleya | Finał Pucharu Stanleya | Finał Pucharu Stanleya |
|  |                          |                          |                          |                    |                      |                       |                       |                       |  |  |                    |                    |                    |  |  |                        |                        |                        |
|  |                          |                          |                          |                    |                      |                       |                       |                       |  |  |                    |                    |                    |  |  |                        |                        |                        |
|  | 1                        | Philadelphia Flyers      | 4                        |                    |                      |                       |                       |                       |  |  |                    |                    |                    |  |  |                        |                        |                        |
|  | 1                        | Philadelphia Flyers      | 4                        |                    |                      |                       |                       |                       |  |  |                    |                    |                    |  |  |                        |                        |                        |
|  | 8                        | Montreal Canadiens       | 2                        |                    |                      |                       |                       |                       |  |  |                    |                    |                    |  |  |                        |                        |                        |
|  | 8                        | Montreal Canadiens       | 2                        | 1                  | Philadelphia Flyers  | 3                     |                       |                       |  |  |                    |                    |                    |  |  |                        |                        |                        |
|  |                          |                          |                          | 1                  | Philadelphia Flyers  | 3                     |                       |                       |  |  |                    |                    |                    |  |  |                        |                        |                        |
|  | 6                        | New York Islanders       | 4                        |                    |                      |                       |                       |                       |  |  |                    |                    |                    |  |  |                        |                        |                        |
|  | 6                        | New York Islanders       | 4                        | 2                  | Tampa Bay Lightning  | 4                     |                       |                       |  |  |                    |                    |                    |  |  |                        |                        |                        |
|  |                          |                          |                          | 2                  | Tampa Bay Lightning  | 4                     |                       |                       |  |  |                    |                    |                    |  |  |                        |                        |                        |
|  | 7                        | Columbus Blue Jackets    | 1                        |                    |                      |                       |                       |                       |  |  |                    |                    |                    |  |  |                        |                        |                        |
|  | 7                        | Columbus Blue Jackets    | 1                        | 2                  | Tampa Bay Lightning  | 4                     |                       |                       |  |  |                    |                    |                    |  |  |                        |                        |                        |
|  | Konferencja Wschodnia    |                          |                          | 2                  | Tampa Bay Lightning  | 4                     |                       |                       |  |  |                    |                    |                    |  |  |                        |                        |                        |
|  |                          |                          | 6                        | New York Islanders | 2                    |                       |                       |                       |  |  |                    |                    |                    |  |  |                        |                        |                        |
|  | 3                        | Washington Capitals      | 6                        | New York Islanders | 2                    | 1                     |                       |                       |  |  |                    |                    |                    |  |  |                        |                        |                        |
|  | 3                        | Washington Capitals      |                          |                    |                      | 1                     |                       |                       |  |  |                    |                    |                    |  |  |                        |                        |                        |
|  | 6                        | New York Islanders       | 4                        |                    |                      |                       |                       |                       |  |  |                    |                    |                    |  |  |                        |                        |                        |
|  | 6                        | New York Islanders       | 4                        | 2                  | Tampa Bay Lightning  | 4                     |                       |                       |  |  |                    |                    |                    |  |  |                        |                        |                        |
|  |                          |                          |                          | 2                  | Tampa Bay Lightning  | 4                     |                       |                       |  |  |                    |                    |                    |  |  |                        |                        |                        |
|  | 4                        | Boston Bruins            | 1                        |                    |                      |                       |                       |                       |  |  |                    |                    |                    |  |  |                        |                        |                        |
|  | 4                        | Boston Bruins            | 1                        | 4                  | Boston Bruins        | 4                     |                       |                       |  |  |                    |                    |                    |  |  |                        |                        |                        |
|  |                          |                          |                          | 4                  | Boston Bruins        | 4                     |                       |                       |  |  |                    |                    |                    |  |  |                        |                        |                        |
|  | 5                        | Carolina Hurricanes      | 1                        |                    |                      |                       |                       |                       |  |  |                    |                    |                    |  |  |                        |                        |                        |
|  | 5                        | Carolina Hurricanes      | 1                        | 2                  | Tampa Bay Lightning  | 4                     |                       |                       |  |  |                    |                    |                    |  |  |                        |                        |                        |
|  |                          |                          |                          |                    |                      |                       |                       |                       |  |  |                    |                    |                    |  |  |                        |                        |                        |
|  |                          |                          | 3                        | Dallas Stars       | 2                    |                       |                       |                       |  |  |                    |                    |                    |  |  |                        |                        |                        |
|  | 1                        | Vegas Golden Knights     | 3                        | Dallas Stars       | 2                    | 4                     |                       |                       |  |  |                    |                    |                    |  |  |                        |                        |                        |
|  | 1                        | Vegas Golden Knights     |                          |                    |                      | 4                     |                       |                       |  |  |                    |                    |                    |  |  |                        |                        |                        |
|  | 8                        | Chicago Blackhawks       | 1                        |                    |                      |                       |                       |                       |  |  |                    |                    |                    |  |  |                        |                        |                        |
|  | 8                        | Chicago Blackhawks       | 1                        | 1                  | Vegas Golden Knights | 4                     |                       |                       |  |  |                    |                    |                    |  |  |                        |                        |                        |
|  |                          |                          |                          | 1                  | Vegas Golden Knights | 4                     |                       |                       |  |  |                    |                    |                    |  |  |                        |                        |                        |
|  | 5                        | Vancouver Canucks        | 3                        |                    |                      |                       |                       |                       |  |  |                    |                    |                    |  |  |                        |                        |                        |
|  | 5                        | Vancouver Canucks        | 3                        | 2                  | Colorado Avalanche   | 4                     |                       |                       |  |  |                    |                    |                    |  |  |                        |                        |                        |
|  |                          |                          |                          | 2                  | Colorado Avalanche   | 4                     |                       |                       |  |  |                    |                    |                    |  |  |                        |                        |                        |
|  | 7                        | Arizona Coyotes          | 1                        |                    |                      |                       |                       |                       |  |  |                    |                    |                    |  |  |                        |                        |                        |
|  | 7                        | Arizona Coyotes          | 1                        | 1                  | Vegas Golden Knights | 1                     |                       |                       |  |  |                    |                    |                    |  |  |                        |                        |                        |
|  | Konferencja Zachodnia    |                          |                          | 1                  | Vegas Golden Knights | 1                     |                       |                       |  |  |                    |                    |                    |  |  |                        |                        |                        |
|  |                          |                          | 3                        | Dallas Stars       | 4                    |                       |                       |                       |  |  |                    |                    |                    |  |  |                        |                        |                        |
|  | 3                        | Dallas Stars             | 3                        | Dallas Stars       | 4                    | 4                     |                       |                       |  |  |                    |                    |                    |  |  |                        |                        |                        |
|  | 3                        | Dallas Stars             |                          |                    |                      | 4                     |                       |                       |  |  |                    |                    |                    |  |  |                        |                        |                        |
|  | 6                        | Calgary Flames           | 2                        |                    |                      |                       |                       |                       |  |  |                    |                    |                    |  |  |                        |                        |                        |
|  | 6                        | Calgary Flames           | 2                        | 2                  | Colorado Avalanche   | 3                     |                       |                       |  |  |                    |                    |                    |  |  |                        |                        |                        |
|  |                          |                          |                          | 2                  | Colorado Avalanche   | 3                     |                       |                       |  |  |                    |                    |                    |  |  |                        |                        |                        |
|  | 3                        | Dallas Stars             | 4                        |                    |                      |                       |                       |                       |  |  |                    |                    |                    |  |  |                        |                        |                        |
|  | 3                        | Dallas Stars             | 4                        | 4                  | St. Louis Blues      | 2                     |                       |                       |  |  |                    |                    |                    |  |  |                        |                        |                        |
|  |                          |                          |                          | 4                  | St. Louis Blues      | 2                     |                       |                       |  |  |                    |                    |                    |  |  |                        |                        |                        |
|  | 5                        | Vancouver Canucks        | 4                        |                    |                      |                       |                       |                       |  |  |                    |                    |                    |  |  |                        |                        |                        |
|  | 5                        | Vancouver Canucks        | 4                        |                    |                      |                       |                       |                       |  |  |                    |                    |                    |  |  |                        |                        |                        |
|  |                          |                          |                          |                    |                      |                       |                       |                       |  |  |                    |                    |                    |  |  |                        |                        |                        |

### Wyniki spotkań playoff
| KONFERENCJA WSCHODNIA     |                           |             |               |               |               |               |               |               |               |
| Drużyna wyżej rozstawiona | Drużyna niżej rozstawiona | Wynik serii | Wyniki meczów | Wyniki meczów | Wyniki meczów | Wyniki meczów | Wyniki meczów | Wyniki meczów | Wyniki meczów |
| Drużyna wyżej rozstawiona | Drużyna niżej rozstawiona | Wynik serii | 1.            | 2.            | 3.            | 4.            | 5.            | 6.            | 7.            |
| Ćwierćfinały              |                           |             |               |               |               |               |               |               |               |
| Philadelphia Flyers (1)   | Montreal Canadiens (8)    | 4 : 2       | 12 sierpnia   | 14 sierpnia   | 16 sierpnia   | 18 sierpnia   | 19 sierpnia   | 21 sierpnia   |               |
| Philadelphia Flyers (1)   | Montreal Canadiens (8)    | 4 : 2       | 2 : 1         | 0 : 5         | 1 : 0         | 2 : 0         | 3 : 5         | 3 : 2         |               |
| Tampa Bay Lightning (2)   | Columbus Blue Jackets (7) | 4 : 1       | 11 sierpnia   | 13 sierpnia   | 15 sierpnia   | 17 sierpnia   | 19 sierpnia   |               |               |
| Tampa Bay Lightning (2)   | Columbus Blue Jackets (7) | 4 : 1       | 3 : 25D       | 1 : 3         | 3 : 2         | 2 : 1         | 5 : 4D        |               |               |
| Washington Capitals (3)   | New York Islanders (6)    | 1 : 4       | 12 sierpnia   | 14 sierpnia   | 16 sierpnia   | 18 sierpnia   | 20 sierpnia   |               |               |
| Washington Capitals (3)   | New York Islanders (6)    | 1 : 4       | 2 : 4         | 2 : 5         | 1 : 2D        | 3 : 2         | 0 : 4         |               |               |
| Boston Bruins (4)         | Carolina Hurricanes (5)   | 4 : 1       | 12 sierpnia   | 13 sierpnia   | 15 sierpnia   | 17 sierpnia   | 19 sierpnia   |               |               |
| Boston Bruins (4)         | Carolina Hurricanes (5)   | 4 : 1       | 4 : 32D       | 2 : 3         | 3 : 1         | 4 : 3         | 2 : 1         |               |               |
| Półfinały                 |                           |             |               |               |               |               |               |               |               |
| Philadelphia Flyers (1)   | New York Islanders (6)    | 3 : 4       | 24 sierpnia   | 26 sierpnia   | 29 sierpnia   | 30 sierpnia   | 1 września    | 3 września    | 5 września    |
| Philadelphia Flyers (1)   | New York Islanders (6)    | 3 : 4       | 0 : 4         | 4 : 3D        | 1 : 3         | 2 : 3         | 4 : 3D        | 5 : 42D       | 0 : 4         |
| Tampa Bay Lightning (2)   | Boston Bruins (4)         | 4 : 1       | 23 sierpnia   | 25 sierpnia   | 26 sierpnia   | 29 sierpnia   | 31 sierpnia   |               |               |
| Tampa Bay Lightning (2)   | Boston Bruins (4)         | 4 : 1       | 2 : 3         | 4 : 3D        | 7 : 1         | 3 : 1         | 3 : 22D       |               |               |
| Finał                     |                           |             |               |               |               |               |               |               |               |
| Tampa Bay Lightning (2)   | New York Islanders (6)    | 4 : 2       | 7 września    | 9 września    | 11 września   | 13 września   | 15 września   | 17 września   |               |
| Tampa Bay Lightning (2)   | New York Islanders (6)    | 4 : 2       | 8 : 2         | 2 : 1         | 3 : 5         | 4 : 1         | 1 : 22D       | 2 : 1D        |               |

| KONFERENCJA ZACHODNIA     |                           |             |               |               |               |               |               |               |               |
| Drużyna wyżej rozstawiona | Drużyna niżej rozstawiona | Wynik serii | Wyniki meczów | Wyniki meczów | Wyniki meczów | Wyniki meczów | Wyniki meczów | Wyniki meczów | Wyniki meczów |
| Drużyna wyżej rozstawiona | Drużyna niżej rozstawiona | Wynik serii | 1.            | 2.            | 3.            | 4.            | 5.            | 6.            | 7.            |
| Ćwierćfinały              |                           |             |               |               |               |               |               |               |               |
| Vegas Golden Knights (1)  | Chicago Blackhawks (8)    | 4 : 1       | 11 sierpnia   | 13 sierpnia   | 15 sierpnia   | 16 sierpnia   | 18 sierpnia   |               |               |
| Vegas Golden Knights (1)  | Chicago Blackhawks (8)    | 4 : 1       | 4 : 1         | 4 : 3D        | 2 : 1         | 1 : 3         | 4 : 3         |               |               |
| Colorado Avalanche (2)    | Arizona Coyotes (7)       | 4 : 1       | 12 sierpnia   | 14 sierpnia   | 15 sierpnia   | 17 sierpnia   | 19 sierpnia   |               |               |
| Colorado Avalanche (2)    | Arizona Coyotes (7)       | 4 : 1       | 3 : 0         | 3 : 2         | 2 : 4         | 7 : 1         | 7 : 1         |               |               |
| Dallas Stars (3)          | Calgary Flames (6)        | 4 : 2       | 11 sierpnia   | 13 sierpnia   | 14 sierpnia   | 16 sierpnia   | 18 sierpnia   | 20 sierpnia   |               |
| Dallas Stars (3)          | Calgary Flames (6)        | 4 : 2       | 2 : 3         | 5 : 4         | 0 : 2         | 5 : 4D        | 2 : 1         | 7 : 3         |               |
| St. Louis Blues (4)       | Vancouver Canucks (5)     | 2 : 4       | 12 sierpnia   | 14 sierpnia   | 16 sierpnia   | 17 sierpnia   | 19 sierpnia   | 21 sierpnia   |               |
| St. Louis Blues (4)       | Vancouver Canucks (5)     | 2 : 4       | 2 : 5         | 3 : 4D        | 3 : 2D        | 3 : 1         | 3 : 4         | 2 : 6         |               |
| Półfinały                 |                           |             |               |               |               |               |               |               |               |
| Vegas Golden Knights (1)  | Vancouver Canucks (5)     | 4 : 3       | 23 sierpnia   | 25 sierpnia   | 29 sierpnia   | 30 sierpnia   | 1 września    | 3 września    | 4 września    |
| Vegas Golden Knights (1)  | Vancouver Canucks (5)     | 4 : 3       | 5 : 0         | 2 : 5         | 3 : 0         | 5 : 3         | 1 : 2         | 0 : 4         | 3 : 0         |
| Colorado Avalanche (2)    | Dallas Stars (3)          | 3 : 4       | 22 sierpnia   | 24 sierpnia   | 26 sierpnia   | 30 sierpnia   | 31 sierpnia   | 2 września    | 4 września    |
| Colorado Avalanche (2)    | Dallas Stars (3)          | 3 : 4       | 3 : 5         | 2 : 5         | 6 : 4         | 4 : 5         | 6 : 3         | 4 : 1         | 4 : 5D        |
| Finał                     |                           |             |               |               |               |               |               |               |               |
| Vegas Golden Knights (1)  | Dallas Stars (3)          | 1 : 4       | 6 września    | 8 września    | 10 września   | 12 września   | 14 września   |               |               |
| Vegas Golden Knights (1)  | Dallas Stars (3)          | 1 : 4       | 0 : 1         | 3 : 0         | 2 : 3D        | 1 : 2         | 2 : 3D        |               |               |

| Szczegóły meczu | Szczegóły meczu             | Szczegóły meczu                                   | Szczegóły meczu                                                   | Szczegóły meczu                                                                | Szczegóły meczu                                           |
| Tercja | Stan meczu                  | Zdobywcy bramek                                   | Zdobywcy bramek                                                   | Kary                                                                           | Kary                                                      |
| Tercja | Stan meczu                  | Strzelec                                          | Asysta                                                            | Ukarany zawodnik                                                               | Przewinienie                                              |
| --- | --------------------------- | ------------------------------------------------- | ----------------------------------------------------------------- | ------------------------------------------------------------------------------ | --------------------------------------------------------- |
| 1 (1 : 1) | 0 : 1 DAL 1 : 1 TBL         | 05:40 Joel Hanley (1) 12:32 Yanni Gourde (6)      | R.Hintz (10) B.Coleman (7), B.Goodrow (5)                         | 08:08 Patrick Maroon (TBL) 08:08 Jamie Oleksiak (DAL)                          | nadmierna ostrość w grze                                  |
| 2 (0 : 2) | 1 : 2 DAL 1 : 3 DAL         | 32:30 Jamie Oleksiak (5) 39:32 Joel Kiviranta (5) | A.Radułow (7), M.Heiskanen (18) Esa Lindell (6), J.Klingberg (14) | 21:09 Blake Coleman (TBL) 26:54 Blake Coleman (TBL) 40:00 Patrick Maroon (TBL) | uderzanie kijem zahaczanie niedozwolony kontakt           |
| 3 (0 : 1) | 1 : 4 DAL                   | 58:42 Jason Dickinson (1) EN                      | B.Comeau (5), M.Janmark (6)                                       | 44:52 John Klingberg (DAL) 49:08 Blake Comeau (DAL) 52:56 Tyler Seguin (DAL)   | zahaczanie opóźnianie gry spowodowanie upadku przeciwnika |
| Statystyki bramkarzy | Statystyki bramkarzy        | Anton Chudobin (DAL) Andriej Wasilewski (TBL)     | Czas gry – 60:00 Czas gry – 57:44                                 | 35 obrony / 36 strzałów 16 obron / 19 strzałów                                 | SV% –.972 SV% –.842                                       |
| Objaśnienia: PPG – gol w przewadze, SHG – gol w osłabieniu, EN – gol do pustej bramki, OT – dogrywka, SV% – procent obronionych strzałów |                             |                                                   |                                                                   |                                                                                |                                                           |
| \| Trzy gwiazdy meczu \| Trzy gwiazdy meczu \| Trzy gwiazdy meczu \| Trzy gwiazdy meczu \| Trzy gwiazdy meczu \| Trzy gwiazdy meczu \| \| 1 \| 1 \| 2 \| 2 \| 3 \| 3 \| \| ------------------ \| --------------------------- \| ------------------ \| --------------------------- \| ------------------ \| ------------------------ \| \| \| Anton Chudobin Dallas Stars \| \| Jamie Oleksiak Dallas Stars \| \| Joel Hanley Dallas Stars \| |                             |                                                   |                                                                   |                                                                                |                                                           |
| Trzy gwiazdy meczu |                             |                                                   |                                                                   |                                                                                |                                                           |
| 1 | 1                           | 2                                                 | 2                                                                 | 3                                                                              | 3                                                         |
| | Anton Chudobin Dallas Stars |                                                   | Jamie Oleksiak Dallas Stars                                       |                                                                                | Joel Hanley Dallas Stars                                  |

| Trzy gwiazdy meczu | Trzy gwiazdy meczu          | Trzy gwiazdy meczu | Trzy gwiazdy meczu          | Trzy gwiazdy meczu | Trzy gwiazdy meczu       |
| 1                  | 1                           | 2                  | 2                           | 3                  | 3                        |
| ------------------ | --------------------------- | ------------------ | --------------------------- | ------------------ | ------------------------ |
|                    | Anton Chudobin Dallas Stars |                    | Jamie Oleksiak Dallas Stars |                    | Joel Hanley Dallas Stars |

| Szczegóły meczu | Szczegóły meczu                   | Szczegóły meczu                                                                     | Szczegóły meczu                                                                          | Szczegóły meczu | Szczegóły meczu |
| Tercja | Stan meczu                        | Zdobywcy bramek                                                                     | Zdobywcy bramek                                                                          | Kary | Kary |
| Tercja | Stan meczu                        | Strzelec                                                                            | Asysta                                                                                   | Ukarany zawodnik | Przewinienie |
| --- | --------------------------------- | ----------------------------------------------------------------------------------- | ---------------------------------------------------------------------------------------- | --- | --- |
| 1 (3 : 0) | 1 : 0 TBL 2 : 0 TBL 3 : 0 TBL     | 11:23 Brayden Point (10) PPG 14:22 Ondřej Palát (9) PPG 15:16 Kevin Shattenkirk (2) | N.Kuczerow (21), V.Hedman (7) N.Kuczerow (22), V.Hedman (8) B.Coleman (8), A.Cirelli (4) | 03:20 Mattias Janmark (DAL) 10:58 Joe Pavelski (DAL) 13:11 Jamie Oleksiak (DAL) 18:49 Ondřej Palát (TBL)                                                                                                  | niebezpieczna gra wysokim kijem spowodowanie upadku przeciwnika trzymanie przeciwnika przeszkadzanie w grze                                                                            |
| 2 (0 : 1) | 3 : 1 DAL                         | 34:43 Joe Pavelski (10) PPG                                                         | J.Klingberg (15), A.Radułow (8)                                                          | 22:02 Blake Comeau (DAL) 23:47 N.Kuczerow (TBL) 26:26 Yanni Gourde (TBL) 34:38 Ondřej Palát (TBL) 36:58 Corey Perry (DAL) 36:58 Victor Hedman (TBL) 36:58 Patrick Maroon (TBL) 36:58 John Klingberg (DAL) | przeszkadzanie w grze spowodowanie upadku przeciwnika atak kijem trzymanym oburącz uderzanie kijem nadmierna ostrość w grze przeszkadzanie w grze bramkarzowi nadmierna ostrość w grze |
| 3 (0 : 1) | 3 : 2 DAL                         | 45:27 Mattias Janmark (1)                                                           | J.Klingberg (16), A.Radułow (9)                                                          | | |
| Statystyki bramkarzy | Statystyki bramkarzy              | Anton Chudobin (DAL) Andriej Wasilewski (TBL)                                       | Czas gry – 58:43 Czas gry – 59:40                                                        | 29 obrony / 31 strzałów 27 obron / 29 strzałów | SV% –.903 SV% –.931 |
| Objaśnienia: PPG – gol w przewadze, SHG – gol w osłabieniu, EN – gol do pustej bramki, OT – dogrywka, SV% – procent obronionych strzałów |                                   |                                                                                     |                                                                                          | | |
| \| Trzy gwiazdy meczu \| Trzy gwiazdy meczu \| Trzy gwiazdy meczu \| Trzy gwiazdy meczu \| Trzy gwiazdy meczu \| Trzy gwiazdy meczu \| \| 1 \| 1 \| 2 \| 2 \| 3 \| 3 \| \| ------------------ \| --------------------------------- \| ------------------ \| ----------------------------------- \| ------------------ \| --------------------------- \| \| \| Victor Hedman Tampa Bay Lightning \| \| Nikita Kuczerow Tampa Bay Lightning \| \| John Klingberg Dallas Stars \| |                                   |                                                                                     |                                                                                          | | |
| Trzy gwiazdy meczu |                                   |                                                                                     |                                                                                          | | |
| 1 | 1                                 | 2                                                                                   | 2                                                                                        | 3 | 3 |
| | Victor Hedman Tampa Bay Lightning |                                                                                     | Nikita Kuczerow Tampa Bay Lightning                                                      | | John Klingberg Dallas Stars |

| Trzy gwiazdy meczu | Trzy gwiazdy meczu                | Trzy gwiazdy meczu | Trzy gwiazdy meczu                  | Trzy gwiazdy meczu | Trzy gwiazdy meczu          |
| 1                  | 1                                 | 2                  | 2                                   | 3                  | 3                           |
| ------------------ | --------------------------------- | ------------------ | ----------------------------------- | ------------------ | --------------------------- |
|                    | Victor Hedman Tampa Bay Lightning |                    | Nikita Kuczerow Tampa Bay Lightning |                    | John Klingberg Dallas Stars |

| Szczegóły meczu | Szczegóły meczu                   | Szczegóły meczu                                                                  | Szczegóły meczu                                                                           | Szczegóły meczu | Szczegóły meczu |
| Tercja | Stan meczu                        | Zdobywcy bramek                                                                  | Zdobywcy bramek                                                                           | Kary | Kary |
| Tercja | Stan meczu                        | Strzelec                                                                         | Asysta                                                                                    | Ukarany zawodnik | Przewinienie |
| --- | --------------------------------- | -------------------------------------------------------------------------------- | ----------------------------------------------------------------------------------------- | --- | --- |
| 1 (1 : 2) | 0 : 1 TBL 0 : 2 TBL 1 : 2 DAL     | 05:33 Nikita Kuczerow (7) 06:58 Steven Stamkos (1) 11:19 Jason Dickinson (2) SHG | bez asysty V.Hedman (9), J.Rutta (1) R.Hintz (11)                                         | 08:13 Erik Cernak (TBL) 09:34 Joel Kiviranta (DAL) 19:37 Aleksandr Radułow (DAL) | spowodowanie upadku przeciwnika przeszkadzanie w grze zahaczanie |
| 2 (0 : 3) | 1 : 3 TBL 1 : 4 TBL 1 : 5 TBL     | 20:54 Victor Hedman (10) PPG 32:02 Brayden Point (11) 38:55 Ondřej Palát (10)    | A.Cirelli (5), O.Palát (6) N.Kuczerow (23), V.Hedman (10) B.Point (17), K.Shattenkirk (9) | 24:31 Aleksandr Radułow (DAL) 32:43 Yanni Gourde (TBL) | zahaczanie przeszkadzanie w grze |
| 3 (1 : 0) | 2 : 5 DAL                         | 46:49 Miro Heiskanen (6)                                                         | J.Pavelski (6), A.Cogliano (2)                                                            | 42:58 Ondřej Palát (TBL) 42:58 Mattias Janmark (DAL) 43:38 Jamie Benn (DAL) 43:38 Jan Rutta (TBL) 43:38 Jamie Benn (DAL) 43:38 Jan Rutta (TBL) 49:30 Kevin Shattenkirk (TBL) 52:41 M.Siergaczow (TBL) 58:05 Joe Pavelski (DAL) 58:05 Joe Pavelski (DAL) 58:05 Cédric Paquette (TBL) 58:05 Barclay Goodrow (TBL) 58:05 Patrick Maroon (TBL) 58:05 Jason Dickinson (DAL) | nadmierna ostrość w grze niedozwolony kontakt uderzanie kijem spowodowanie upadku przeciwnika nadmierna ostrość w grze atak kijem trzymanym oburącz nadmierna ostrość w grze niedozwolony kontakt nadmierna ostrość w grze |
| Statystyki bramkarzy | Statystyki bramkarzy              | Anton Chudobin (DAL) Jake Oettinger (DAL) Andriej Wasilewski (TBL)               | Czas gry – 39:58 Czas gry – 19:31 Czas gry – 60:00                                        | 24 obrony / 29 strzałów 3 obrony / 3 strzały 22 obron / 24 strzałów | SV% –.828 SV% – 1.000 SV% –.917 |
| Objaśnienia: PPG – gol w przewadze, SHG – gol w osłabieniu, EN – gol do pustej bramki, OT – dogrywka, SV% – procent obronionych strzałów |                                   |                                                                                  |                                                                                           | | |
| \| Trzy gwiazdy meczu \| Trzy gwiazdy meczu \| Trzy gwiazdy meczu \| Trzy gwiazdy meczu \| Trzy gwiazdy meczu \| Trzy gwiazdy meczu \| \| 1 \| 1 \| 2 \| 2 \| 3 \| 3 \| \| ------------------ \| --------------------------------- \| ------------------ \| --------------------------------- \| ------------------ \| ----------------------------------- \| \| \| Victor Hedman Tampa Bay Lightning \| \| Brayden Point Tampa Bay Lightning \| \| Nikita Kuczerow Tampa Bay Lightning \| |                                   |                                                                                  |                                                                                           | | |
| Trzy gwiazdy meczu |                                   |                                                                                  |                                                                                           | | |
| 1 | 1                                 | 2                                                                                | 2                                                                                         | 3 | 3 |
| | Victor Hedman Tampa Bay Lightning |                                                                                  | Brayden Point Tampa Bay Lightning                                                         | | Nikita Kuczerow Tampa Bay Lightning |

| Trzy gwiazdy meczu | Trzy gwiazdy meczu                | Trzy gwiazdy meczu | Trzy gwiazdy meczu                | Trzy gwiazdy meczu | Trzy gwiazdy meczu                  |
| 1                  | 1                                 | 2                  | 2                                 | 3                  | 3                                   |
| ------------------ | --------------------------------- | ------------------ | --------------------------------- | ------------------ | ----------------------------------- |
|                    | Victor Hedman Tampa Bay Lightning |                    | Brayden Point Tampa Bay Lightning |                    | Nikita Kuczerow Tampa Bay Lightning |

| Szczegóły meczu | Szczegóły meczu                       | Szczegóły meczu                                                           | Szczegóły meczu                                                                              | Szczegóły meczu                                                                | Szczegóły meczu                                                  |
| Tercja | Stan meczu                            | Zdobywcy bramek                                                           | Zdobywcy bramek                                                                              | Kary                                                                           | Kary                                                             |
| Tercja | Stan meczu                            | Strzelec                                                                  | Asysta                                                                                       | Ukarany zawodnik                                                               | Przewinienie                                                     |
| --- | ------------------------------------- | ------------------------------------------------------------------------- | -------------------------------------------------------------------------------------------- | ------------------------------------------------------------------------------ | ---------------------------------------------------------------- |
| 1 (2 : 1) | 1 : 0 DAL 2 : 0 DAL 2 : 1 TBL         | 07:17 John Klingberg (4) 18:28 Joe Pavelski (11) 19:27 Brayden Point (12) | E.Lindell (7) J.Benn (11), A.Radułow (10) O.Palát (7), K.Shattenkirk (10)                    | 13:52 Jamie Oleksiak (DAL)                                                     | zahaczanie                                                       |
| 2 (1 : 2) | 2 : 2 TBL 3 : 2 DAL 3 : 3 TBL         | 22:08 Brayden Point (13) PPG 28:26 Corey Perry (3) 38:55 Yanni Gourde (7) | A.Killorn (5), N.Kuczerow (24) T.Seguin (7), M.Janmark (7) N.Kuczerow (25), M.Siergaczow (6) | 21:38 Jamie Oleksiak (DAL) 31:10 Erik Černák (TBL) 37:34 Andrew Cogliano (DAL) | spowodowanie upadku przeciwnika trzymanie przeciwnika zahaczanie |
| 3 (1 : 1) | 4 : 3 TBL 4 : 4 DAL                   | 46:41 Alexander Killorn (5) 51:35 Joe Pavelski (12)                       | M.Siergaczow (7), A.Cirelli (6) T.Seguin (8), M.Heiskanen (19)                               | 49:16 Patrick Maroon (TBL) 59:31 Corey Perry (DAL) 59:31 Brayden Point (TBL)   | trzymanie przeciwnika przeszkadzanie w grze symulowanie faulu    |
| OT (0 : 1) | 4 : 5 TBL                             | 66:34 Kevin Shattenkirk (3) PPG                                           | V.Hedman (11), P.Maroon (4)                                                                  | 60:37 M.Siergaczow (TBL) 65:10 Jamie Benn (DAL)                                | trzymanie przeciwnika spowodowanie upadku przeciwnika            |
| Statystyki bramkarzy | Statystyki bramkarzy                  | Anton Chudobin (DAL) Andriej Wasilewski (TBL)                             | Czas gry – 66:12 Czas gry – 65:58                                                            | 30 obrony / 35 strzałów 26 obron / 30 strzałów                                 | SV% –.857 SV% –.867                                              |
| Objaśnienia: PPG – gol w przewadze, SHG – gol w osłabieniu, EN – gol do pustej bramki, OT – dogrywka, SV% – procent obronionych strzałów |                                       |                                                                           |                                                                                              |                                                                                |                                                                  |
| \| Trzy gwiazdy meczu \| Trzy gwiazdy meczu \| Trzy gwiazdy meczu \| Trzy gwiazdy meczu \| Trzy gwiazdy meczu \| Trzy gwiazdy meczu \| \| 1 \| 1 \| 2 \| 2 \| 3 \| 3 \| \| ------------------ \| ------------------------------------- \| ------------------ \| ------------------------------------- \| ------------------ \| ------------------------- \| \| \| Alexander Killorn Tampa Bay Lightning \| \| Kevin Shattenkirk Tampa Bay Lightning \| \| Joe Pavelski Dallas Stars \| |                                       |                                                                           |                                                                                              |                                                                                |                                                                  |
| Trzy gwiazdy meczu |                                       |                                                                           |                                                                                              |                                                                                |                                                                  |
| 1 | 1                                     | 2                                                                         | 2                                                                                            | 3                                                                              | 3                                                                |
| | Alexander Killorn Tampa Bay Lightning |                                                                           | Kevin Shattenkirk Tampa Bay Lightning                                                        |                                                                                | Joe Pavelski Dallas Stars                                        |

| Trzy gwiazdy meczu | Trzy gwiazdy meczu                    | Trzy gwiazdy meczu | Trzy gwiazdy meczu                    | Trzy gwiazdy meczu | Trzy gwiazdy meczu        |
| 1                  | 1                                     | 2                  | 2                                     | 3                  | 3                         |
| ------------------ | ------------------------------------- | ------------------ | ------------------------------------- | ------------------ | ------------------------- |
|                    | Alexander Killorn Tampa Bay Lightning |                    | Kevin Shattenkirk Tampa Bay Lightning |                    | Joe Pavelski Dallas Stars |

| Szczegóły meczu | Szczegóły meczu          | Szczegóły meczu                                     | Szczegóły meczu                              | Szczegóły meczu                              | Szczegóły meczu                   |
| Tercja | Stan meczu               | Zdobywcy bramek                                     | Zdobywcy bramek                              | Kary                                         | Kary                              |
| Tercja | Stan meczu               | Strzelec                                            | Asysta                                       | Ukarany zawodnik                             | Przewinienie                      |
| --- | ------------------------ | --------------------------------------------------- | -------------------------------------------- | -------------------------------------------- | --------------------------------- |
| 1 (0 : 1) | 0 : 1 DAL                | 17:52 Corey Perry (4)                               | T.Seguin (9), J.Oleksiak (4)                 | 04:19 Tyler Seguin (DAL)                     | niebezpieczna gra wysokim kijem   |
| 2 (1 : 0) | 1 : 1 TBL                | 24:37 Ondřej Palát (11)                             | N.Kuczerow (26), B.Point (18)                | 32:33 Carter Verhaeghe (TBL)                 | uderzanie kijem                   |
| 3 (1 : 1) | 2 : 1 TBL 2 : 2 DAL      | 43:38 Michaił Sergaczew (3) 53:15 Joe Pavelski (13) | B.Point (19) M.Heiskanen (20), T.Seguin (10) | 51:06 Erik Černák (TBL)                      | niebezpieczna gra wysokim kijem   |
| OT (0 : 0) |                          |                                                     |                                              |                                              |                                   |
| 2OT (0 : 1) | 2 : 3 DAL                | 89:23 Corey Perry (5)                               | J.Klingberg (17), T.Seguin (11)              |                                              |                                   |
| Statystyki bramkarzy | Statystyki bramkarzy     | Anton Chudobin (DAL) Andriej Wasilewski (TBL)       | Czas gry – 89:10 Czas gry – 89:23            | 39 obron / 41 strzałów 30 obron / 33 strzały | SV% –.951 SV% –.909               |
| Objaśnienia: PPG – gol w przewadze, SHG – gol w osłabieniu, EN – gol do pustej bramki, OT – dogrywka, SV% – procent obronionych strzałów |                          |                                                     |                                              |                                              |                                   |
| \| Trzy gwiazdy meczu \| Trzy gwiazdy meczu \| Trzy gwiazdy meczu \| Trzy gwiazdy meczu \| Trzy gwiazdy meczu \| Trzy gwiazdy meczu \| \| 1 \| 1 \| 2 \| 2 \| 3 \| 3 \| \| ------------------ \| ------------------------ \| ------------------ \| ------------------------- \| ------------------ \| --------------------------------- \| \| \| Corey Perry Dallas Stars \| \| Tyler Seguin Dallas Stars \| \| Brayden Point Tampa Bay Lightning \| |                          |                                                     |                                              |                                              |                                   |
| Trzy gwiazdy meczu |                          |                                                     |                                              |                                              |                                   |
| 1 | 1                        | 2                                                   | 2                                            | 3                                            | 3                                 |
| | Corey Perry Dallas Stars |                                                     | Tyler Seguin Dallas Stars                    |                                              | Brayden Point Tampa Bay Lightning |

| Trzy gwiazdy meczu | Trzy gwiazdy meczu       | Trzy gwiazdy meczu | Trzy gwiazdy meczu        | Trzy gwiazdy meczu | Trzy gwiazdy meczu                |
| 1                  | 1                        | 2                  | 2                         | 3                  | 3                                 |
| ------------------ | ------------------------ | ------------------ | ------------------------- | ------------------ | --------------------------------- |
|                    | Corey Perry Dallas Stars |                    | Tyler Seguin Dallas Stars |                    | Brayden Point Tampa Bay Lightning |

| Szczegóły meczu | Szczegóły meczu                   | Szczegóły meczu                               | Szczegóły meczu                   | Szczegóły meczu                                                                  | Szczegóły meczu                                         |
| Tercja | Stan meczu                        | Zdobywcy bramek                               | Zdobywcy bramek                   | Kary                                                                             | Kary                                                    |
| Tercja | Stan meczu                        | Strzelec                                      | Asysta                            | Ukarany zawodnik                                                                 | Przewinienie                                            |
| --- | --------------------------------- | --------------------------------------------- | --------------------------------- | -------------------------------------------------------------------------------- | ------------------------------------------------------- |
| 1 (0 : 1) | 0 : 1 TBL                         | 12:23 Brayden Point (14) PPG                  | N.Kuczerow (27), V.Hedman (12)    | 06:32 Andrew Cogliano (DAL) 11:58 John Klingberg (DAL) 18:36 Victor Hedman (TBL) | spowodowanie upadku przeciwnika przeszkadzanie w grze   |
| 2 (0 : 1) | 0 : 2 TBL                         | 27:01 Blake Coleman (5)                       | C.Paquette (3), P.Maroon (5)      | 28:02 Ryan McDonagh (TBL) 29:22 Corey Perry (DAL)                                | przeszkadzanie w grze przeszkadzanie w grze bramkarzowi |
| 3 (0 : 0) |                                   |                                               |                                   | 55:27 Ryan McDonagh (TBL)                                                        | spowodowanie upadku przeciwnika                         |
| Statystyki bramkarzy | Statystyki bramkarzy              | Anton Chudobin (DAL) Andriej Wasilewski (TBL) | Czas gry – 58:13 Czas gry – 60:00 | 27 obron / 29 strzałów 22 obrony / 22 strzały                                    | SV% –.931 SV% – 1.000                                   |
| Objaśnienia: PPG – gol w przewadze, SHG – gol w osłabieniu, EN – gol do pustej bramki, OT – dogrywka, SV% – procent obronionych strzałów |                                   |                                               |                                   |                                                                                  |                                                         |
| \| Trzy gwiazdy meczu \| Trzy gwiazdy meczu \| Trzy gwiazdy meczu \| Trzy gwiazdy meczu \| Trzy gwiazdy meczu \| Trzy gwiazdy meczu \| \| 1 \| 1 \| 2 \| 2 \| 3 \| 3 \| \| ------------------ \| --------------------------------- \| ------------------ \| --------------------------------- \| ------------------ \| -------------------------------------- \| \| \| Victor Hedman Tampa Bay Lightning \| \| Brayden Point Tampa Bay Lightning \| \| Andriej Wasilewski Tampa Bay Lightning \| |                                   |                                               |                                   |                                                                                  |                                                         |
| Trzy gwiazdy meczu |                                   |                                               |                                   |                                                                                  |                                                         |
| 1 | 1                                 | 2                                             | 2                                 | 3                                                                                | 3                                                       |
| | Victor Hedman Tampa Bay Lightning |                                               | Brayden Point Tampa Bay Lightning |                                                                                  | Andriej Wasilewski Tampa Bay Lightning                  |

| Trzy gwiazdy meczu | Trzy gwiazdy meczu                | Trzy gwiazdy meczu | Trzy gwiazdy meczu                | Trzy gwiazdy meczu | Trzy gwiazdy meczu                     |
| 1                  | 1                                 | 2                  | 2                                 | 3                  | 3                                      |
| ------------------ | --------------------------------- | ------------------ | --------------------------------- | ------------------ | -------------------------------------- |
|                    | Victor Hedman Tampa Bay Lightning |                    | Brayden Point Tampa Bay Lightning |                    | Andriej Wasilewski Tampa Bay Lightning |

### Najlepsi zawodnicy playoff
Zawodnicy z pola
| Punkty                 | Punkty | Gole                                | Gole | Asysty                | Asysty | +/−                                                                          | +/− |
| ---------------------- | ------ | ----------------------------------- | ---- | --------------------- | ------ | ---------------------------------------------------------------------------- | --- |
| Nikita Kuczerow (TBL)  | 34     | Brayden Point (TBL)                 | 14   | Nikita Kuczerow (TBL) | 27     | Nikita Kuczerow (TBL)                                                        | +15 |
| Brayden Point (TBL)    | 33     | Joe Pavelski (DAL)                  | 13   | Miro Heiskanen (DAL)  | 20     | Ondřej Palát (TBL)                                                           | +14 |
| Miro Heiskanen (DAL)   | 26     | Ondřej Palát (TBL)                  | 11   | Brayden Point (TBL)   | 19     | Nathan MacKinnon (COL) Victor Hedman (TBL)                                   | +13 |
| Nathan MacKinnon (COL) | 25     | Victor Hedman (TBL) Bo Horvat (VAN) | 10   | Josh Bailey (NYI)     | 18     | Nathan MacKinnon (COL) Victor Hedman (TBL)                                   | +13 |
| Victor Hedman (TBL)    | 22     | Victor Hedman (TBL) Bo Horvat (VAN) | 10   | John Klingberg (DAL)  | 17     | Brayden Point (TBL) Yanni Gourde (TBL) Cale Makar (COL) Scott Mayfield (NYI) | +12 |

Bramkarze

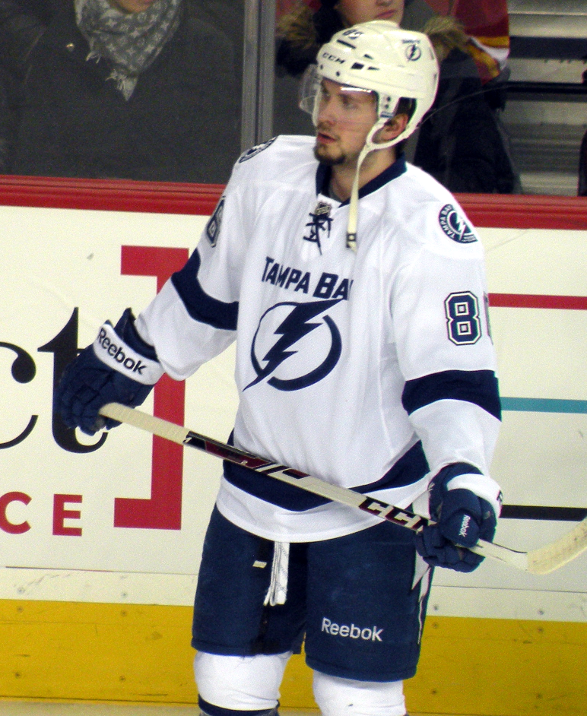
Nikita Kuczerow

W zestawieniu ujęto bramkarzy grających przez co najmniej 600 minut.

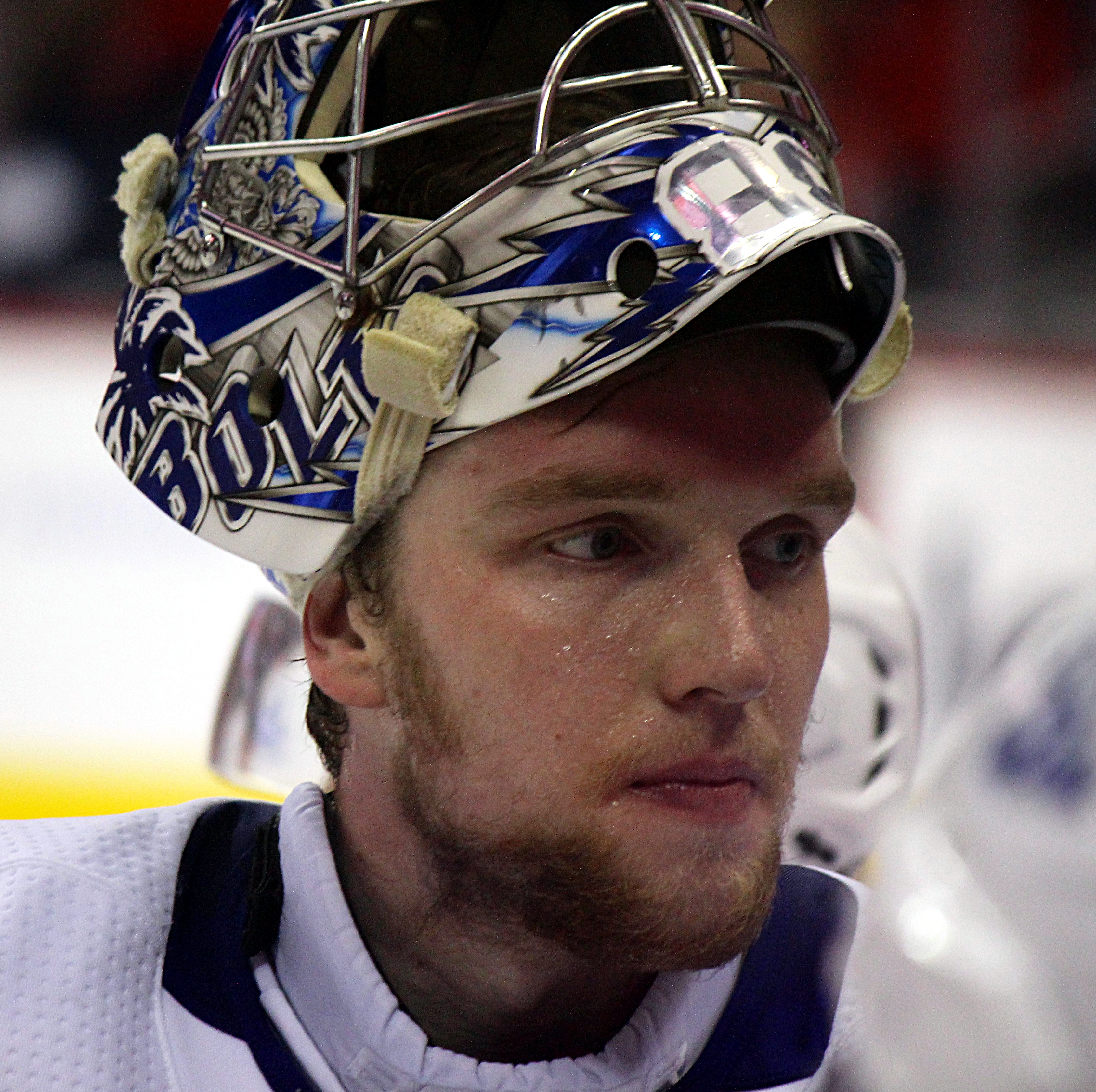
Andriej Wasilewski

| Obrony (w %)             | Obrony (w %) | GAA                      | GAA  | Shutouty                                                                                           | Shutouty | Zwycięstwa                           | Zwycięstwa |
| ------------------------ | ------------ | ------------------------ | ---- | -------------------------------------------------------------------------------------------------- | -------- | ------------------------------------ | ---------- |
| Carey Price (MTL)        | .936         | Carey Price (MTL)        | 1.78 | Robin Lehner (VGK)                                                                                 | 4        | Andriej Wasilewski (TBL)             | 18         |
| Andriej Wasilewski (TBL) | .927         | Andriej Wasilewski (TBL) | 1.90 | Robin Lehner (VGK)                                                                                 | 4        | Anton Chudobin (DAL)                 | 14         |
| Carter Hart (PHI)        | .926         | Robin Lehner (VGK)       | 1.99 | Siemion Warłamow (NYI) Carter Hart (PHI) Carey Price (MTL) Cam Talbot (CGY) Joonas Korpisalo (CBJ) | 2        | Siemion Warłamow (NYI)               | 11         |
| Siemion Warłamow (NYI)   | .921         | Siemion Warłamow (NYI)   | 2.14 | Siemion Warłamow (NYI) Carter Hart (PHI) Carey Price (MTL) Cam Talbot (CGY) Joonas Korpisalo (CBJ) | 2        | Robin Lehner (VGK) Carter Hart (PHI) | 9          |
| Jacob Markström (VAN)    | .918         | Carter Hart (PHI)        | 2.23 | Siemion Warłamow (NYI) Carter Hart (PHI) Carey Price (MTL) Cam Talbot (CGY) Joonas Korpisalo (CBJ) | 2        | Robin Lehner (VGK) Carter Hart (PHI) | 9          |

## Nagrody

### Nagrody drużynowe
| Nagroda | Nagroda                                                           | Drużyna             |
| ------- | ----------------------------------------------------------------- | ------------------- |
|         | Puchar Stanleya                                                   | Tampa Bay Lightning |
|         | Clarence S. Campbell Bowl Najlepszy zespół Konferencji Zachodniej | Dallas Stars        |

| Nagroda | Nagroda                                                        | Drużyna             |
| ------- | -------------------------------------------------------------- | ------------------- |
|         | Presidents’ Trophy Najlepsza drużyna sezonu zasadniczego       | Boston Bruins       |
|         | Prince of Wales Trophy Najlepszy zespół Konferencji Wschodniej | Tampa Bay Lightning |

### Nagrody indywidualne
| Nagroda | Nagroda                                                                                                  | Zawodnik | Zawodnik                                                              |
| ------- | --- | -------- | --------------------------------------------------------------------- |
|         | Hart Memorial Trophy Najwartościowszy zawodnik (MVP) sezonu zasadniczego                                 |          | Leon Draisaitl Edmonton Oilers                                        |
|         | Maurice Richard Trophy Zdobywca największej liczby goli w sezonie zasadniczym                            |          | Aleksander Owieczkin Washington Capitals David Pastrňák Boston Bruins |
|         | Art Ross Memorial Trophy Zdobywca największej liczby punktów w sezonie zasadniczym                       |          | Leon Draisaitl Edmonton Oilers                                        |
|         | James Norris Memorial Trophy Najlepszy obrońca                                                           |          | Roman Josi Nashville Predators                                        |
|         | Trofeum Vezina Najlepszy bramkarz                                                                        |          | Connor Hellebuyck Winnipeg Jets                                       |
|         | William M. Jennings Trophy Bramkarz, który puścił najmniejszą liczbę goli rozgrywając minimum 25 spotkań |          | Tuukka Rask Boston Bruins Jaroslav Halák Boston Bruins                |
|         | Calder Memorial Trophy Najlepszy debiutant                                                               |          | Cale Makar Colorado Avalanche                                         |
|         | Plus/Minus Award Zawodnik z najlepszą statystyką +/−                                                     |          | Ryan Graves Colorado Avalanche                                        |
|         | Jack Adams Award Trener roku                                                                             |          | Bruce Cassidy Boston Bruins                                           |
|         | Lady Byng Memorial Trophy Zawodnik łączący kulturę na boisku z wysokim poziomem sportowym                |          | Nathan MacKinnon Colorado Avalanche                                   |
|         | King Clancy Memorial Trophy Przywódca na lodowisku i poza nim, ludzki dla członków swojego zespołu       |          | Matt Dumba Minnesota Wild                                             |
|         | Bill Masterton Memorial Trophy Zawodnik wytrwały i pełen poświęcenia w grze                              |          | Bobby Ryan Ottawa Senators                                            |
|         | Frank J. Selke Trophy Najlepszy napastnik defensywny                                                     |          | Sean Couturier Philadelphia Flyers                                    |
|         | Conn Smythe Trophy Najwartościowszy zawodnik (MVP) play-off                                              |          | Victor Hedman Tampa Bay Lightning                                     |

### Trzy gwiazdy miesiąca (NHL Three Stars of the Month)
| Miesiąc     | 1 | 1                                        | 2 | 2                                   | 3 | 3                                      |
| ----------- | - | ---------------------------------------- | - | ----------------------------------- | - | -------------------------------------- |
| Październik |   | John Carlson Washington Capitals         |   | David Pastrňák Boston Bruins        |   | Leon Draisaitl Edmonton Oilers         |
| Listopad    |   | Connor McDavid Edmonton Oilers           |   | Nathan MacKinnon Colorado Avalanche |   | Patrick Kane Chicago Blackhawks        |
| Grudzień    |   | Jonathan Huberdeau Florida Panthers      |   | Tristan Jarry Pittsburgh Penguins   |   | Artiemij Panarin New York Rangers      |
| Styczeń     |   | Aleksander Owieczkin Washington Capitals |   | Leon Draisaitl Edmonton Oilers      |   | Andriej Wasilewski Tampa Bay Lightning |
| Luty        |   | Leon Draisaitl Edmonton Oilers           |   | Mika Zibanejad New York Rangers     |   | David Pastrňák Boston Bruins           |

### Trzy gwiazdy tygodnia (NHL Three Stars of the Week)
| Miesiąc     | Data                                                                     | Data                                                                       | Data                                                                       | Data                                                                       | Data                                                               |
| ----------- | ------------------------------------------------------------------------ | -------------------------------------------------------------------------- | -------------------------------------------------------------------------- | -------------------------------------------------------------------------- | ------------------------------------------------------------------ |
| Październik | 2-6.10                                                                   | 7-13.10                                                                    | 14-20.10                                                                   | 21-27.10                                                                   |                                                                    |
| Październik | 1. Mika Zibanejad (NYR) 2. Anthony Mantha (DET) 3. Auston Matthews (TOR) | 1. Connor McDavid (EDM) 2. Patrik Laine (WPG) 3. Sidney Crosby (PIT)       | 1. David Pastrňák (BOS) 2. John Carlson (WSH) 3. Carter Hutton (BUF)       | 1. Brad Marchand (BOS) 2. Roman Josi (NSH) 3. Brian Elliott (PHI)          |                                                                    |
| Listopad    | 28.10-3.11                                                               | 4-10.11                                                                    | 11-17.11                                                                   | 18-24.11                                                                   |                                                                    |
| Listopad    | 1. Elias Pettersson (VAN) 2. Jakub Vrána (WSH) 3. Mike Smith (EDM)       | 1. Anders Nilsson (OTT) 2. Auston Matthews (TOR) 3. Cale Makar (COL)       | 1. Connor McDavid (EDM) 2. Nathan MacKinnon (COL) 3. Keith Yandle (FLA)    | 1. Brad Marchand (BOS) 2. Connor McDavid (EDM) 3. Brock Nelson (NYI)       |                                                                    |
| Grudzień    | 25.11-1.12                                                               | 2-8.12                                                                     | 9-15.12                                                                    | 16-22.12                                                                   | 23-29.12                                                           |
| Grudzień    | 1. Nathan MacKinnon (COL) 2. David Rittich (CGY) 3. Martin Jones (SJS)   | 1. John Carlson (WSH) 2. Tristan Jarry (PIT) 3. Jack Eichel (BUF)          | 1. Max Pacioretty (VGK) 2. Anthony Duclair (OTT) 3. Jack Eichel (BUF)      | 1. Noel Acciari (FLA) 2. Roman Josi (NSH) 3. Joonas Korpisalo (CBJ)        | 1. Victor Hedman (TBL) 2. J.Binnington (STL) 3. John Tavares (TOR) |
| Styczeń     | 30.12-5.01                                                               | 6-12.01                                                                    | 13-19.01                                                                   | 20-26.01                                                                   |                                                                    |
| Styczeń     | 1. Nathan MacKinnon (COL) 2. Mark Scheifele (WPG) 3. Zach Werenski (CBJ) | 1. Andriej Wasilewski (TBL) 2. Tony DeAngelo (NYR) 3. Cam Talbot (CGY)     | 1. A. Owieczkin (WSH) 2. Elvis Merzļikins (CBJ) 3. Jonathan Toews (CHI)    | Nie wybrano                                                                |                                                                    |
| Luty        | 27.01-2.02                                                               | 3-9.02                                                                     | 10-16.02                                                                   | 17-23.02                                                                   |                                                                    |
| Luty        | 1. Leon Draisaitl (EDM) 2. Steven Stamkos (TBL) 3. J.T. Miller (VAN)     | 1. Elvis Merzļikins (CBJ) 2. Kyle Connor (WPG) 3. Andriej Wasilewski (TBL) | 1. Leon Draisaitl (EDM) 2. Andriej Wasilewski (TBL) 3. Tyler Toffoli (LAK) | 1. Pavel Francouz (COL) 2. Mika Zibanejad (NYR) 3. Andrew Mangiapane (CGY) |                                                                    |
| Marzec      | 24.02-1.03                                                               | 2-8.03                                                                     | 9-15.03                                                                    | 16-22.03                                                                   | 23-29.03                                                           |
| Marzec      | 1. Kevin Fiala (MIN) 2. Ryan Ellis (NSH) 3. Pavel Francouz (COL)         | 1. Mika Zibanejad (NYR) 2. Gabriel Landeskog (COL) 3. Leon Draisaitl (EDM) |                                                                            |                                                                            |                                                                    |